# Bedřich Dlouhý
Bedřich Dlouhý (2. srpna 1932 Plzeň – 30. května 2025 Praha) byl český malíř, emeritní profesor Akademie výtvarných umění v Praze.

## Život
Rodina Bedřicha Dlouhého se z Plzně přestěhovala nejprve do Mostu a po záboru Sudet roku 1938 do Prahy. Na počátku okupace byl Bedřichův otec, bývalý redaktor, zatčen a v roce 1941 popraven. Bedřich Dlouhý roku 1947 nastoupil jako praktikant do keramické firmy Upak-Krutý a poté se vyučil v oboru keramik porcelánu na Státní odborné škole keramické (1949–1952). Zde se seznámil s Karlem Neprašem.
V letech 1952–1957 studoval malbu na Akademii výtvarných umění v Praze v ateliéru prof. Miloslava Holého. Roku 1957 byl z politických důvodů ze studia vyloučen a odeslán do severních Čech, kde pracoval jako dělník. Po roce se na přímluvu prof. Holého mohl vrátit a studia dokončil v mistrovské škole prof. Karla Součka roku 1959.
Bedřich Dlouhý byl spolu s Karlem Neprašem, Janem Koblasou a Rudolfem Komorousem zakládajícím členem pánského "Clubu" (1954) a pozdější skupiny Šmidrové (1957). Nebezpečné době nejtvrdšího stalinismu 50. let čelili Bedřich Dlouhý a jeho přátelé z klubu Šmidrů nejrůznějšími mimovýtvarnými a patafyzickými aktivitami, jako byla Malmuzherciáda, společné psaní absurdních textů na téma Moroa, dechovka, hokejový klub Paleta vlasti, divadelní představení Paličovy dcery nebo večírek na počest naivního básníka Plumlovského v Redutě. Jejich školní aktivitou při hodinách marxismu byly kolektivně doplňované humorné kresby. Roku 1959 ukončil studium v oboru portrétní a figurativní malby, absolvoval vojenskou službu (1960) a po návratu získal první ateliér v Praze na Žižkově. Zde roku 1962 uspořádal soukromou výstavu svých prací.
V roce 1965 obdržel jednu ze šesti hlavních cen na Mezinárodním Bienále mladých umělců v Paříži, spojenou s půlročním stipendijním pobytem ve Francii. Výstava pěti českých umělců byla označována za objev Bienále. V letech 1968–70 onemocněl a načas přestal malovat. Roku 1972 se oženil s ekonomkou a výtvarnicí Vlastou Bláhovou (*1945). V době normalizace nemohl vystavovat a živil se jako externí návrhář v Artcentru a příležitostný výtvarník pro pořadatele výstav.
Roku 1981 spolu s Hugem Demartinim a Theodorem Pištěkem zorganizoval na svém statku v Netvořicích přátelské setkání umělců, teoretiků a přátel, jehož součástí byla i jednodenní výstava. První příležitost představit svou tvorbu v Praze dostal umělec až ke svým padesátým narozeninám roku 1983 v Galerii Vincence Kramáře. Tato výstava lámala návštěvnické rekordy a byla hojně recenzována v tisku.
Roku 1987 patřil k zakládajícím členům skupiny Zaostalí, se kterou pak vystavoval do roku 1992. V letech 1990–1995 byl profesorem malby na pražské Akademii výtvarných umění. Od roku 1995 je členem SVU Mánes.
Bedřich Dlouhý žil v Praze a zabývá se volnou tvorbou. Roku 2020 měl velkou retrospektivní výstavu svého díla v Městské knihovně v Praze.

### Členství ve skupinách
- 1954 Šmidrové
- 1962 Paleta vlasti
- 1964–1972 Umělecká beseda
- 1988 Zaostalí
- 1991–1994 Sdružení pražských umělců – malířů
- 1995 SVU Mánes

### Ocenění
- 1965 Hlavní cena za malbu, 4. mezinárodní bienále mladých umělců v Paříži
- 1990 stipendium americké nadace Pollock-Krasner
- 1996 Zlatá medaile Akademie výtvarných umění v Praze za pedagogickou činnost a reformování školy
- 1998 medaile Franze Kafky za uměleckou činnost, udělil Evropský kruh Praha

## Dílo
Školní kresby Bedřicha Dlouhého i jeho rané malby jsou poznamenány dobou 50. let a rozvíjejí specifický černý humor a estetiku vymezující se nikoli vůči oficiálnímu umění (které u něj vyvolávalo spíše smích a nestálo za pozornost), ale vůči ostatním tíživým tlakům komunistického režimu (Promenáda romantiků, 1958). Počátkem 60. let byl celé generaci společný příklon k radikální abstrakci a antiestetické expresivní malbě kombinované s nekonvenčními nemalířskými materiály, zvané informel.
Dlouhý se informelu věnoval jen krátkou dobu (1960–62) a vystavil tyto práce ve svém ateliéru roku 1962. V jeho případě šlo spíše o "vnitřní krajiny" ve smyslu tehdejší tvorby Mikuláše Medka a nikoli o strukturální abstraktní expresionismus (Červená krajina). Existenciálně přetíženou informelní malbu doplnil drobnými objekty a obohatil ji směsí ironie a černého humoru (Zeď (1960), Zkouška tlaku, 1962–1963).

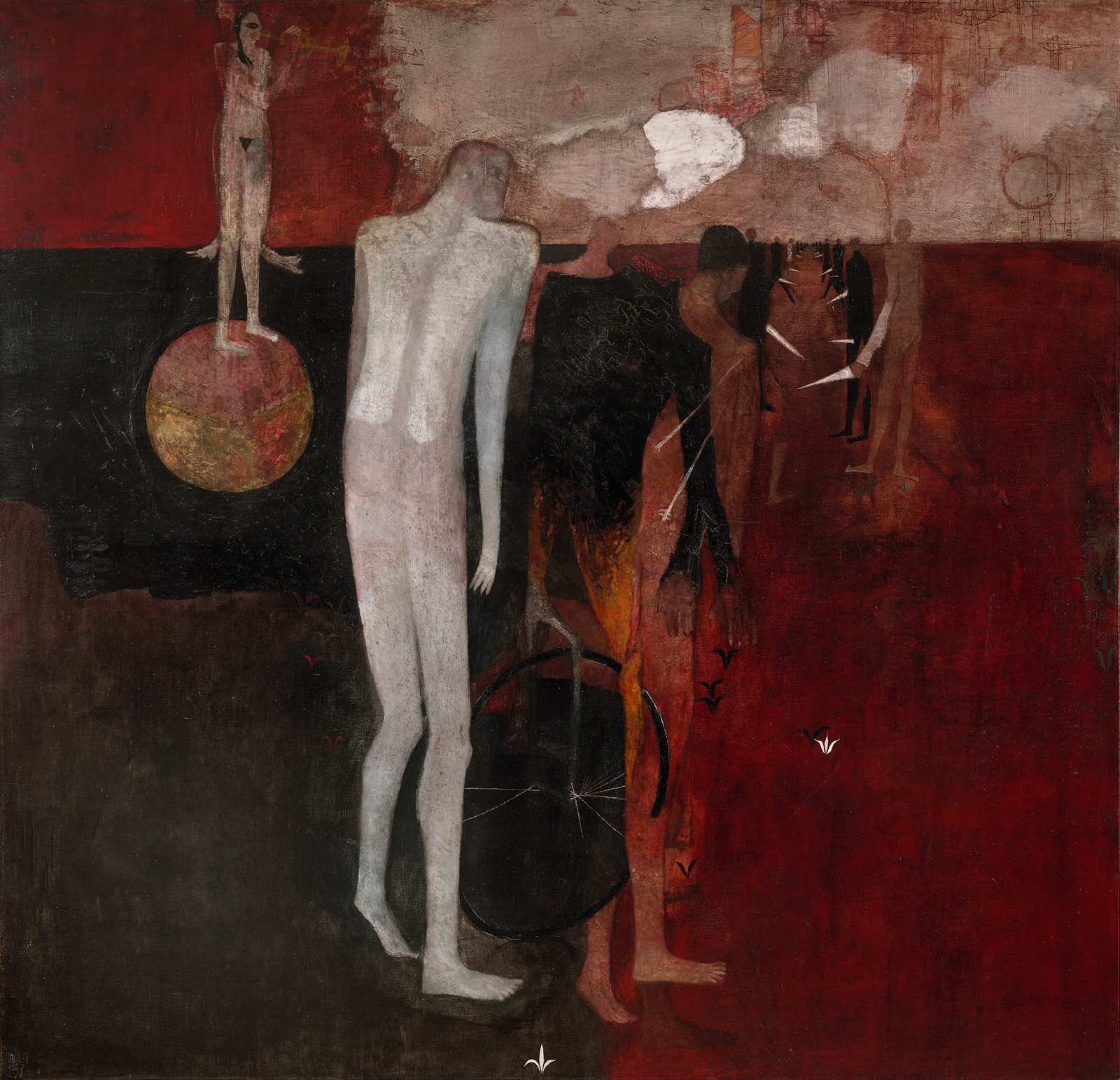
Promenáda romantiků (1958), Galerie středočeského kraje (GASK)
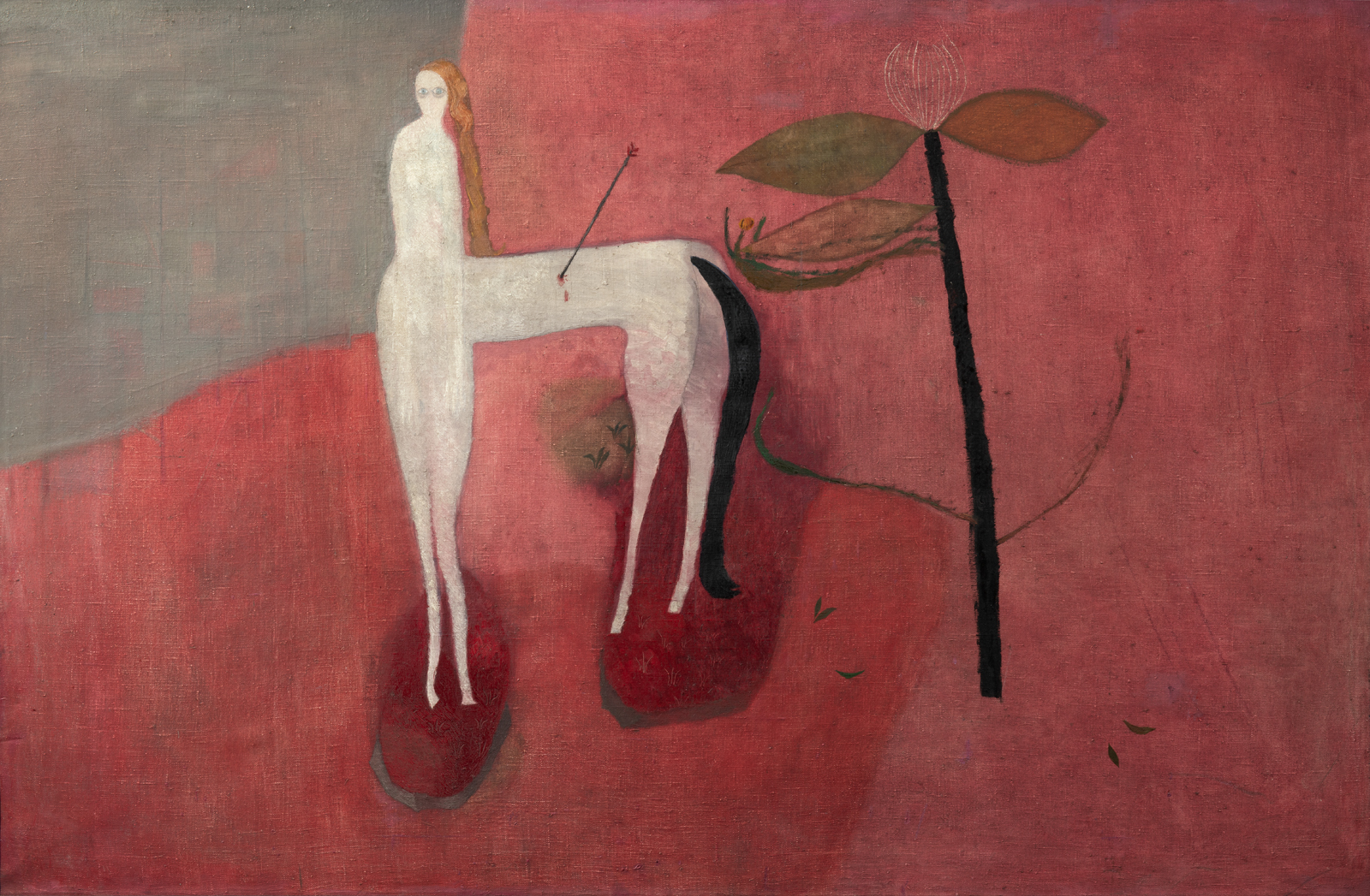
Lovecké rondo (1959), Museum Montanelli
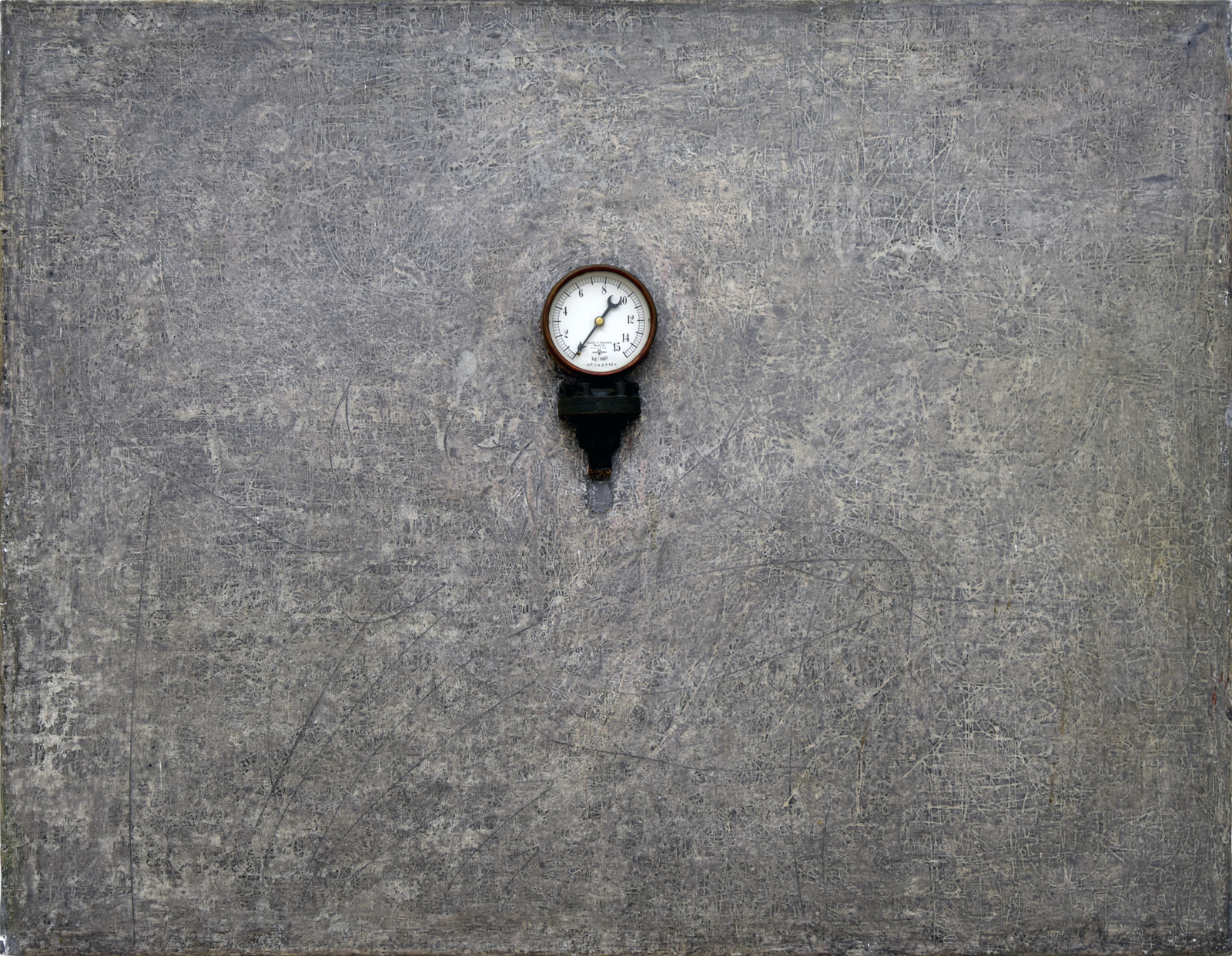
Zkouška tlaku (1962–1963)
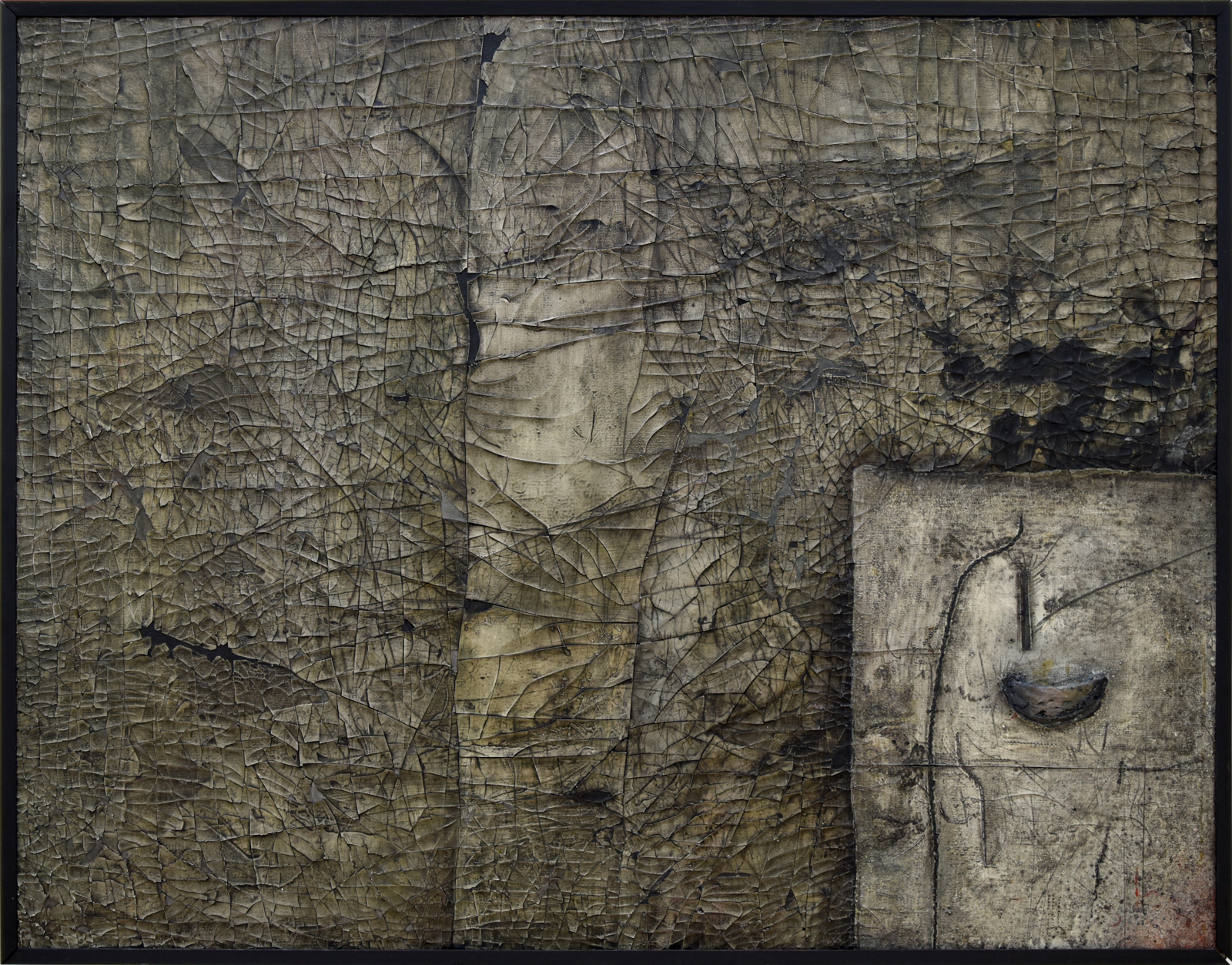
Zeď (1962–1963)
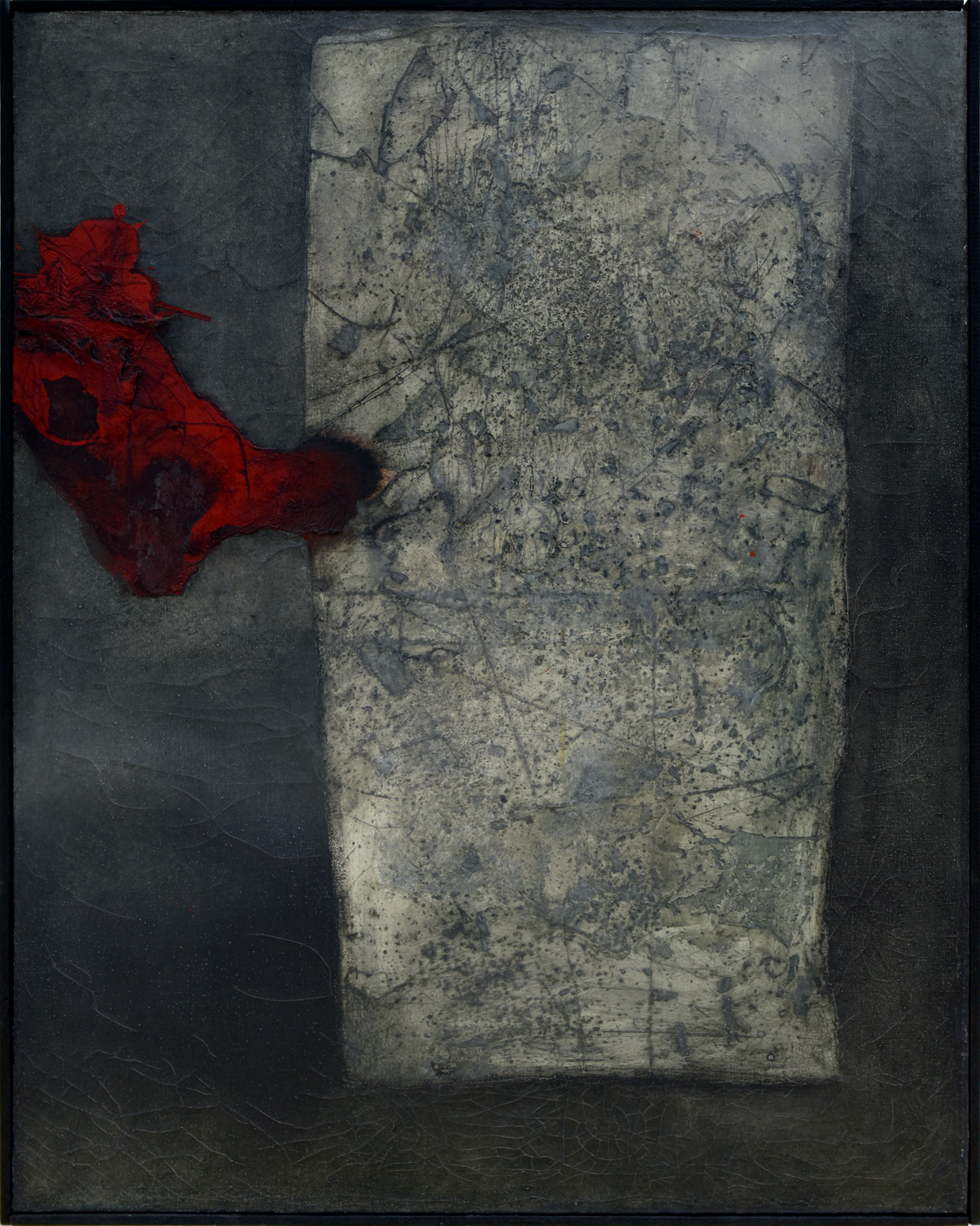
Šedá série, Obraz č. 3 (1962)

Souběžně s tím Dlouhý rozvíjel svou variantu "estetiky divnosti" a drobnými schválnostmi skrytými v detailech kriticky glosoval realitu. Společným rysem děl je odmítání imitativní funkce umění a zdůraznění jeho autonomní existence, využití konkrétních předmětů pro jejich výtvarné kvality a nikoli jako významové složky. Kouzlo děl tkví především v napětí mezi věcnou zřejmostí a tušeným tajemným obsahem. V 60. letech výtvarní kritici spatřovali v artificiální dokonalosti, rafinovanosti, hermetičnosti, a bizarnosti obrazů Bedřicha Dlouhého spojitost s rudolfinským manýrismem a srovnávali jeho tvorbu s hnutím Phases, současnými díly Surrealistické skupiny a s účastníky pařížské výstavy "Mythologies quotidiennes".
Kolem poloviny 60. let byl Dlouhý jedním z umělců, kteří se zabývali materiálovým uměním a závěsným objektem a zúčastnil se výstavy ve Špálově galerii s názvem Historie a přítomnost montáže, objektů, asambláže a materiálového umění. Předměty zabudovávané do objektů se z původních pouhých aplikovaných materiálů postupně významově osamostatňovaly, např. jako skleněné relikviáře (Moroa jako kazatel, 1965), a postupně pronikaly do prostoru (Stroj na horší věci, 1967).
V sérii Modelů z konce 60. let je zvýrazněn význam objektu (asambláže v krabici z plexiskla) a malba hraje méně významnou roli jako iluzivní kulisa (Model všeho možného hlavně Velké Cesty, 1969, Obloha IV, 1971). Autor se zabývá neustálým zkoumáním problému, „zda stačí plocha k tomu, aby se řeklo vše".

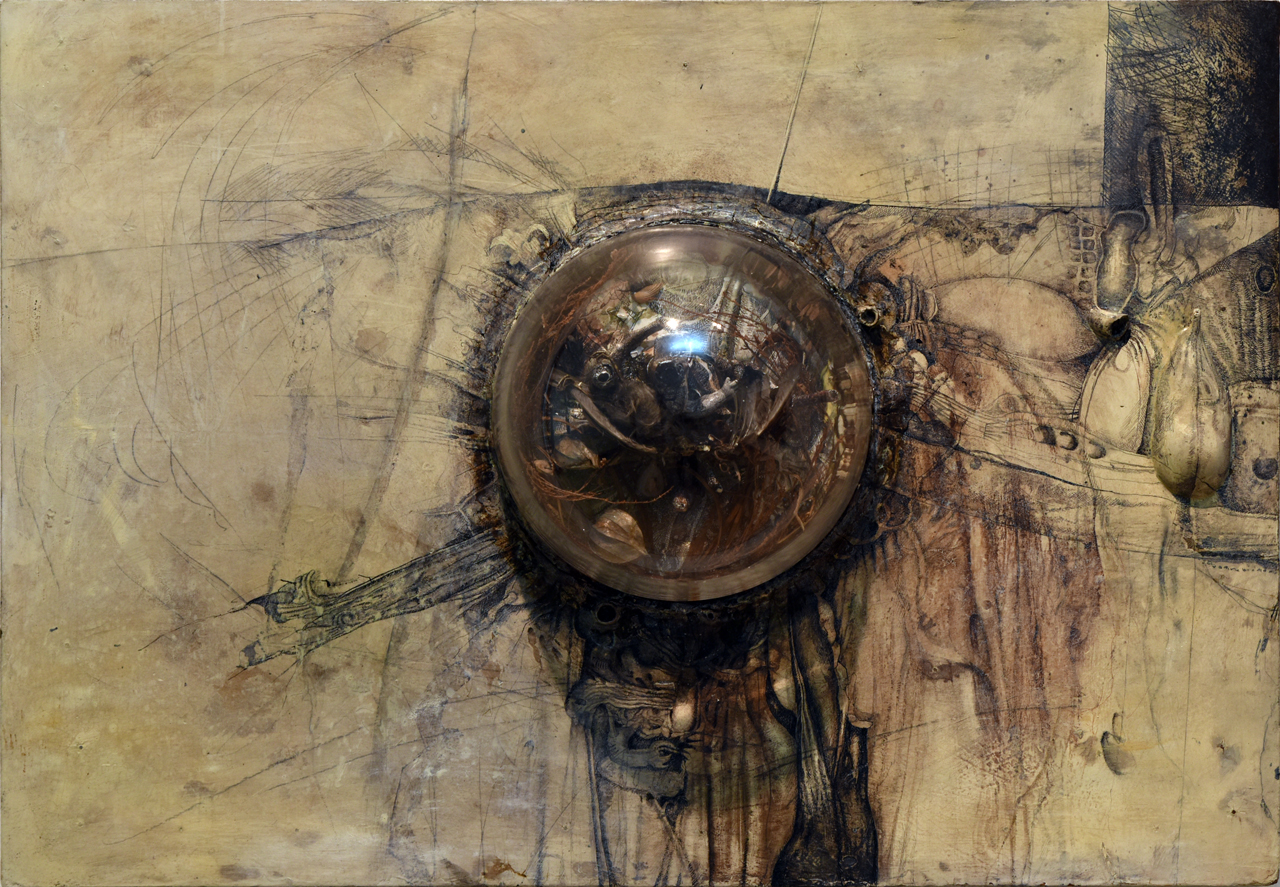
Studie č. III (1964)
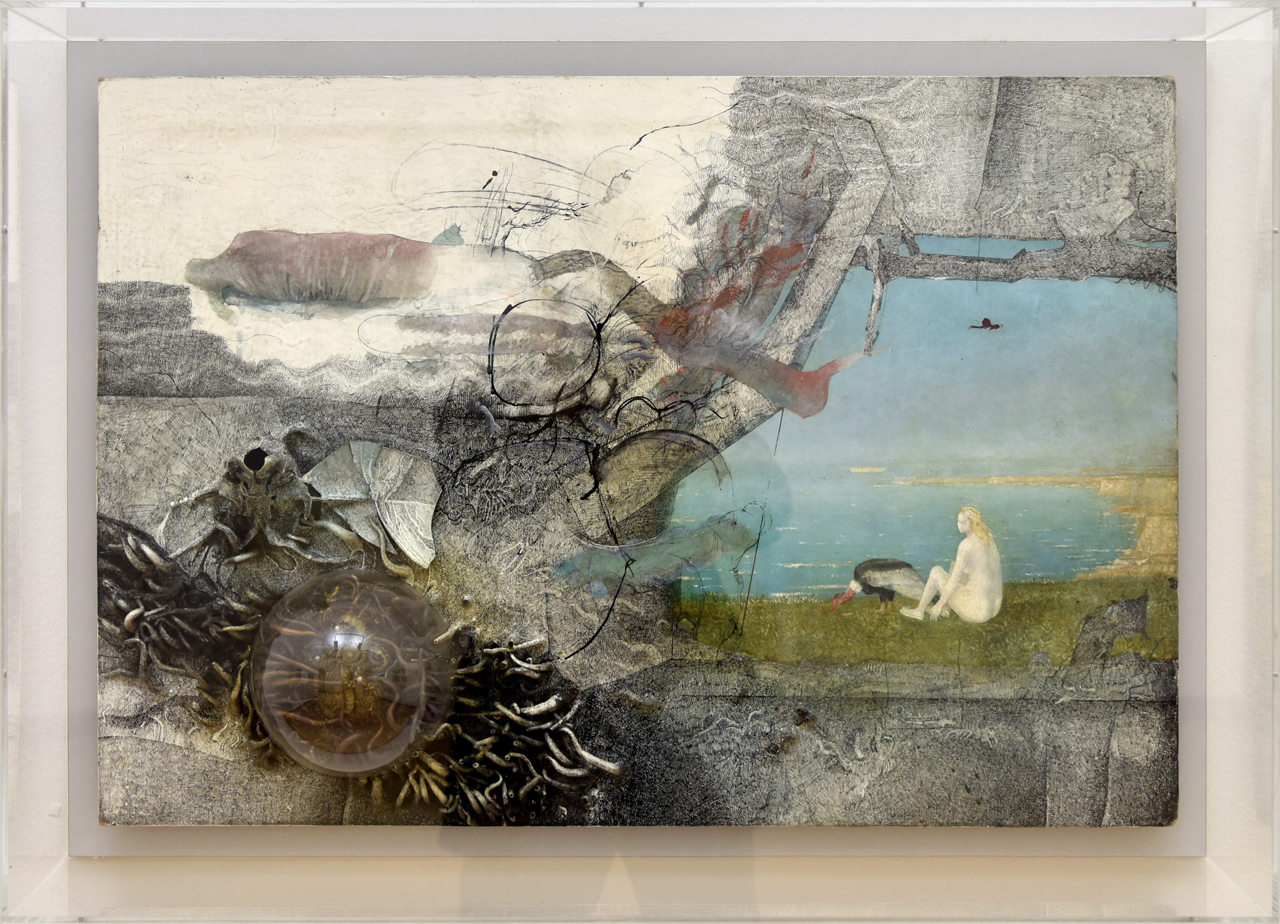
Studie č. 66 – Moroa s kondorem (1966), Galerie výtvarného umění v Ostravě
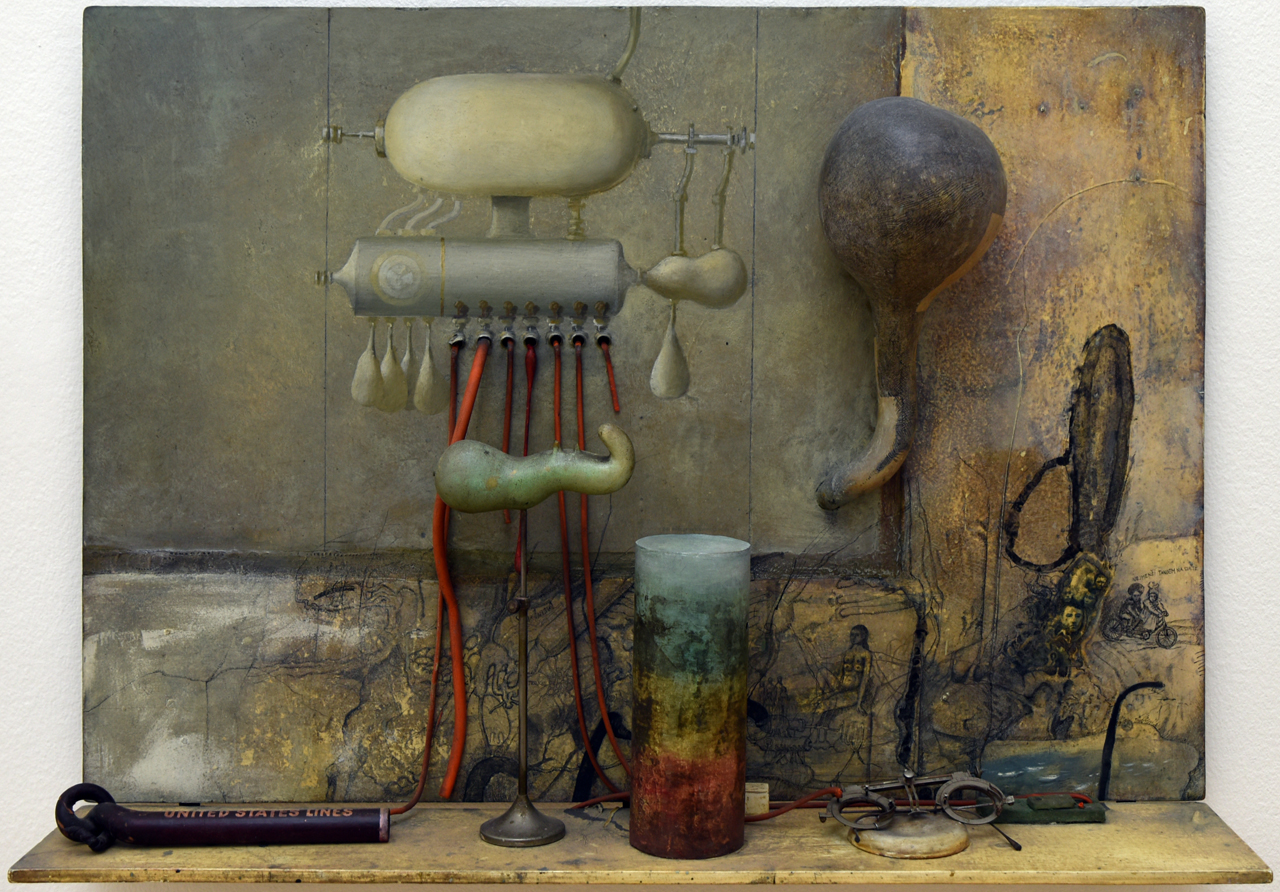
Stroj na horší věci (1967)
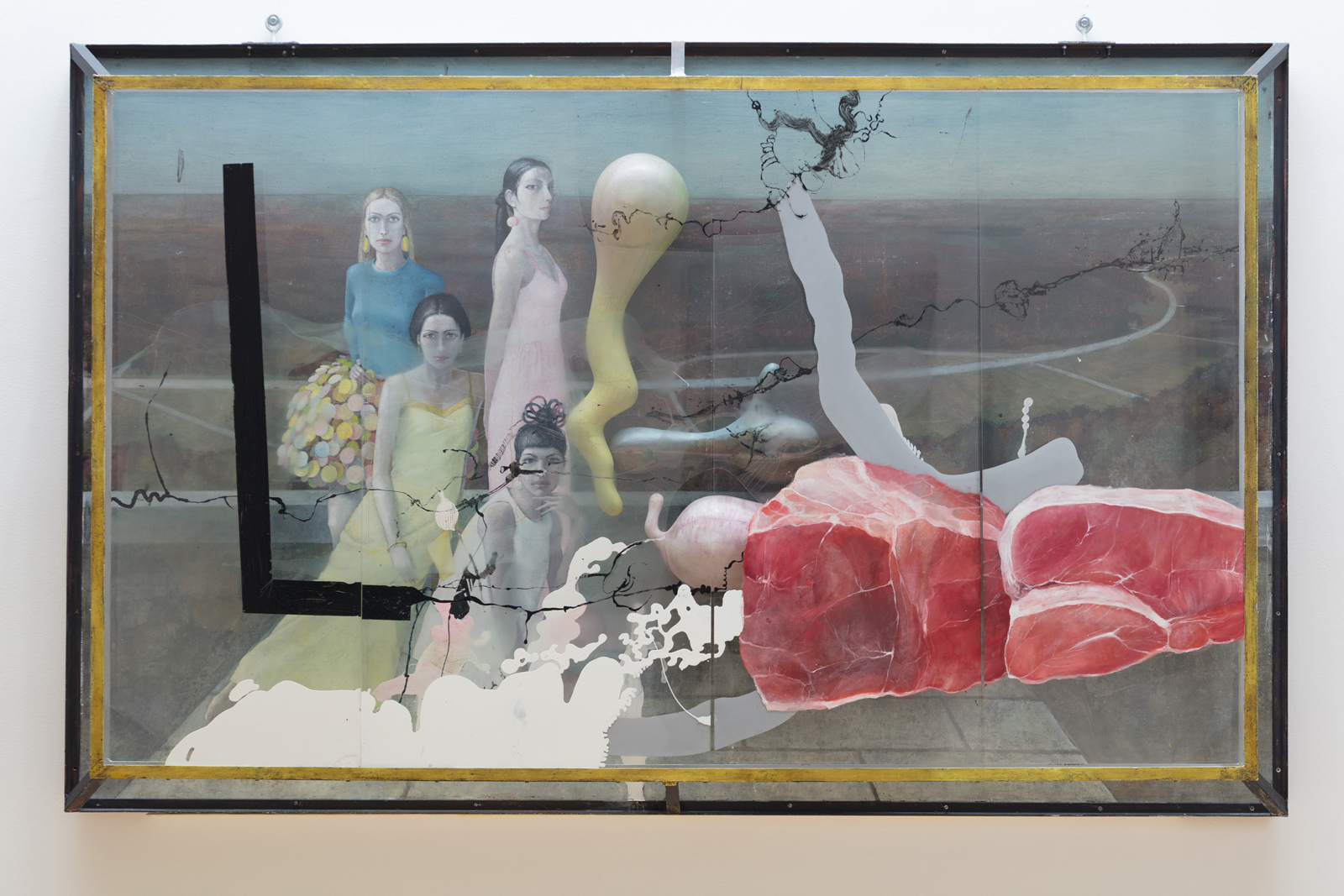
Objekt 68 A (1968), Národní galerie v Praze
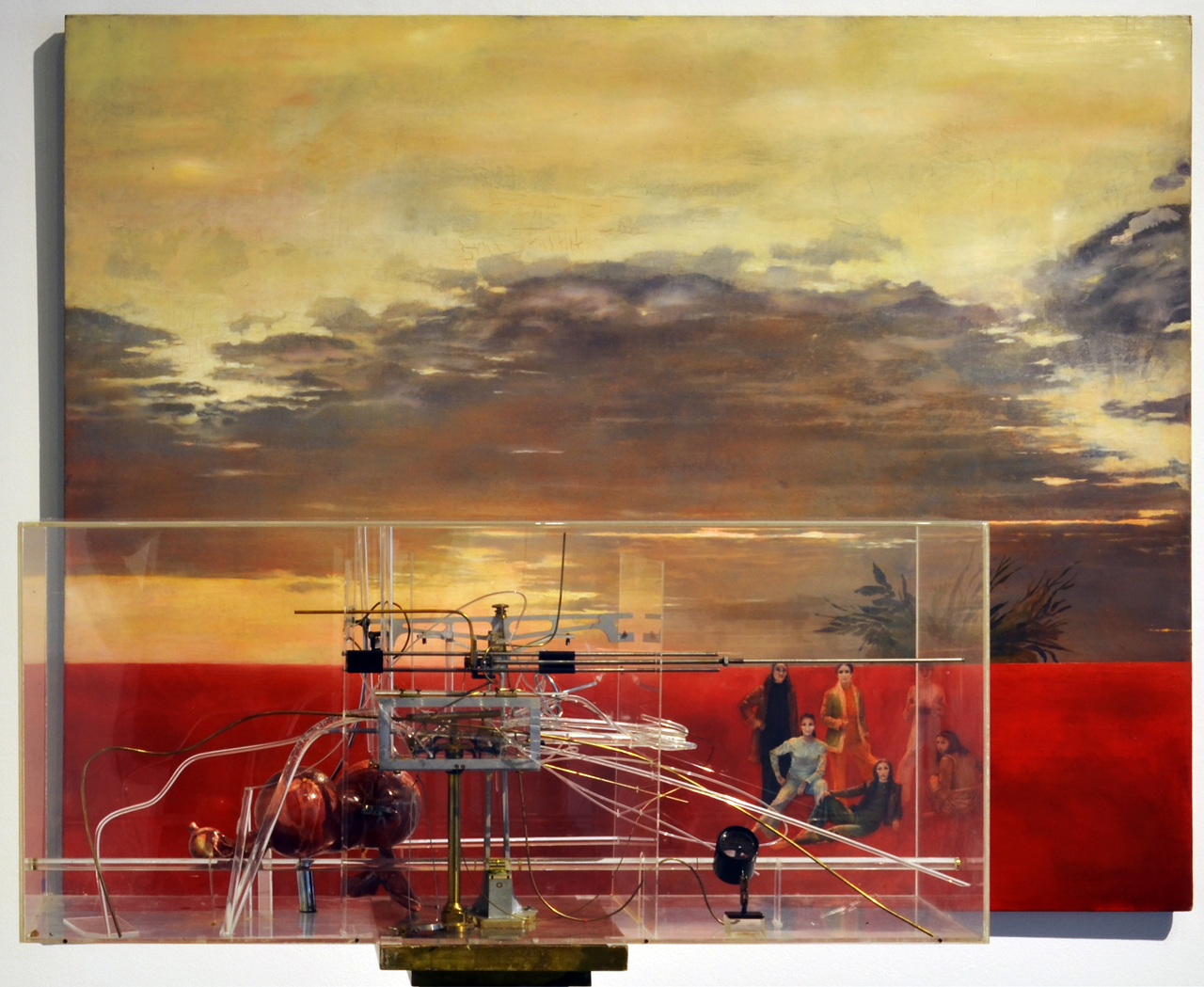
Krajina (1971), Galerie moderního umění, Roudnice nad Labem

V 70. letech, vedle objektů v plexisklových krabicích, doplněných krajinou malovanou na plátně, vytvořil „galerii portrétů banality“ čerpající z ikonografie módních časopisů. Obyčejné předměty, které jako asambláž kombinuje se staromistrovskou iluzivní malbou olejem na plátně, povyšuje na umělecké objekty. Koncem 70. let vytvářel velkoformátové kresby běžných předmětů, jejichž součástí byly světelné zdroje, prozařující plochu ze zadní strany.

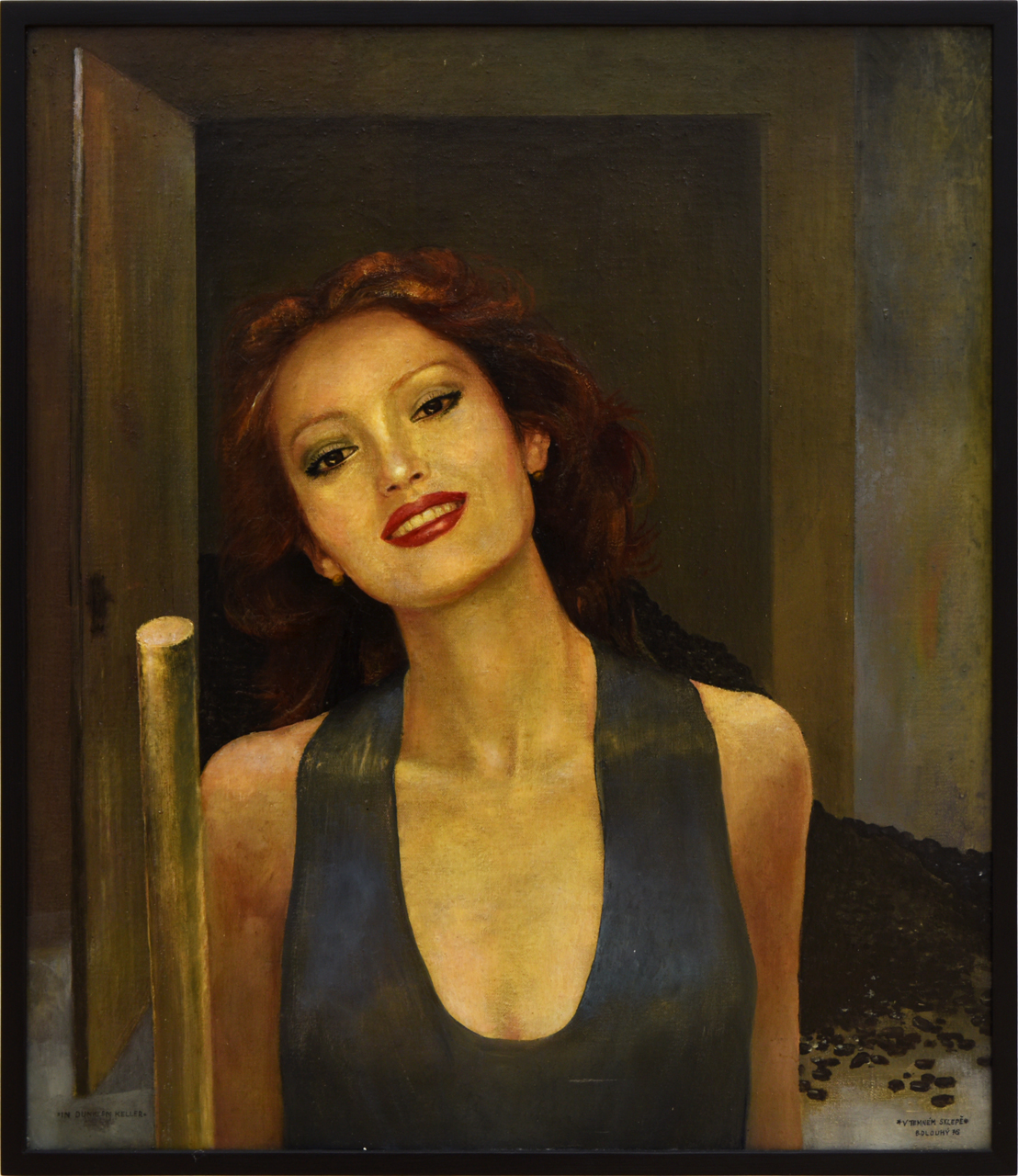
V temném sklepě (1976)
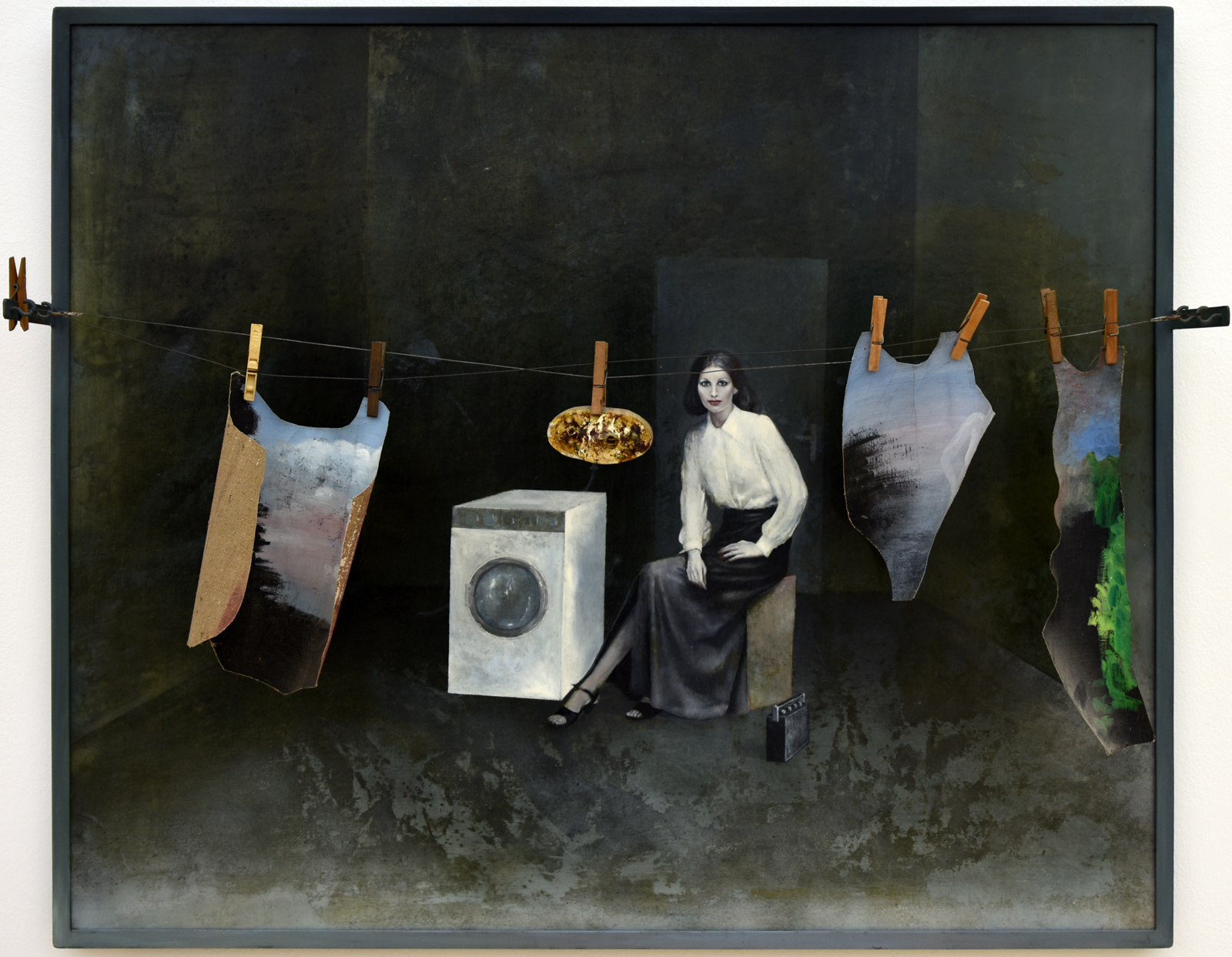
V prádelně (1976)
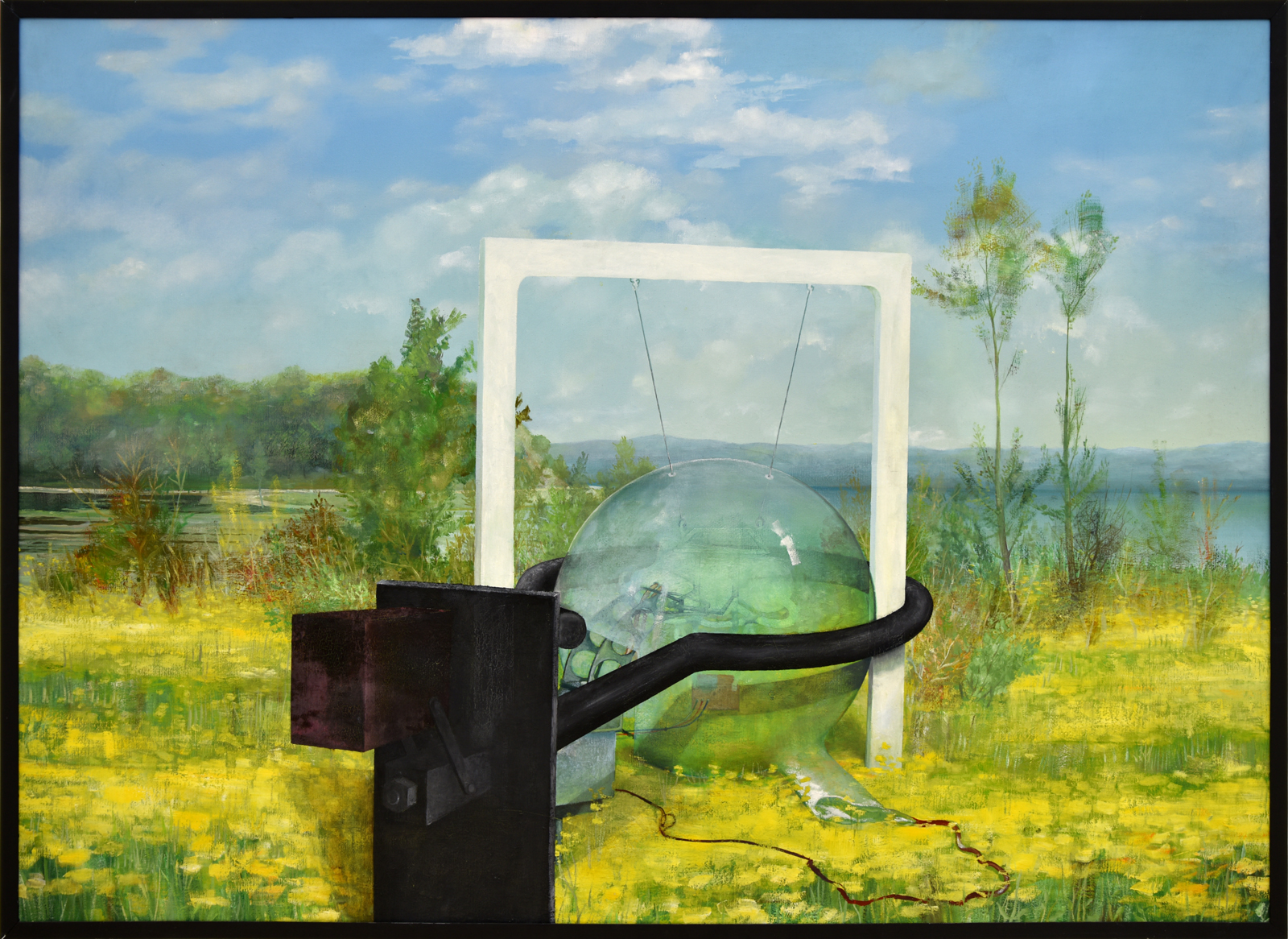
Test (1978)
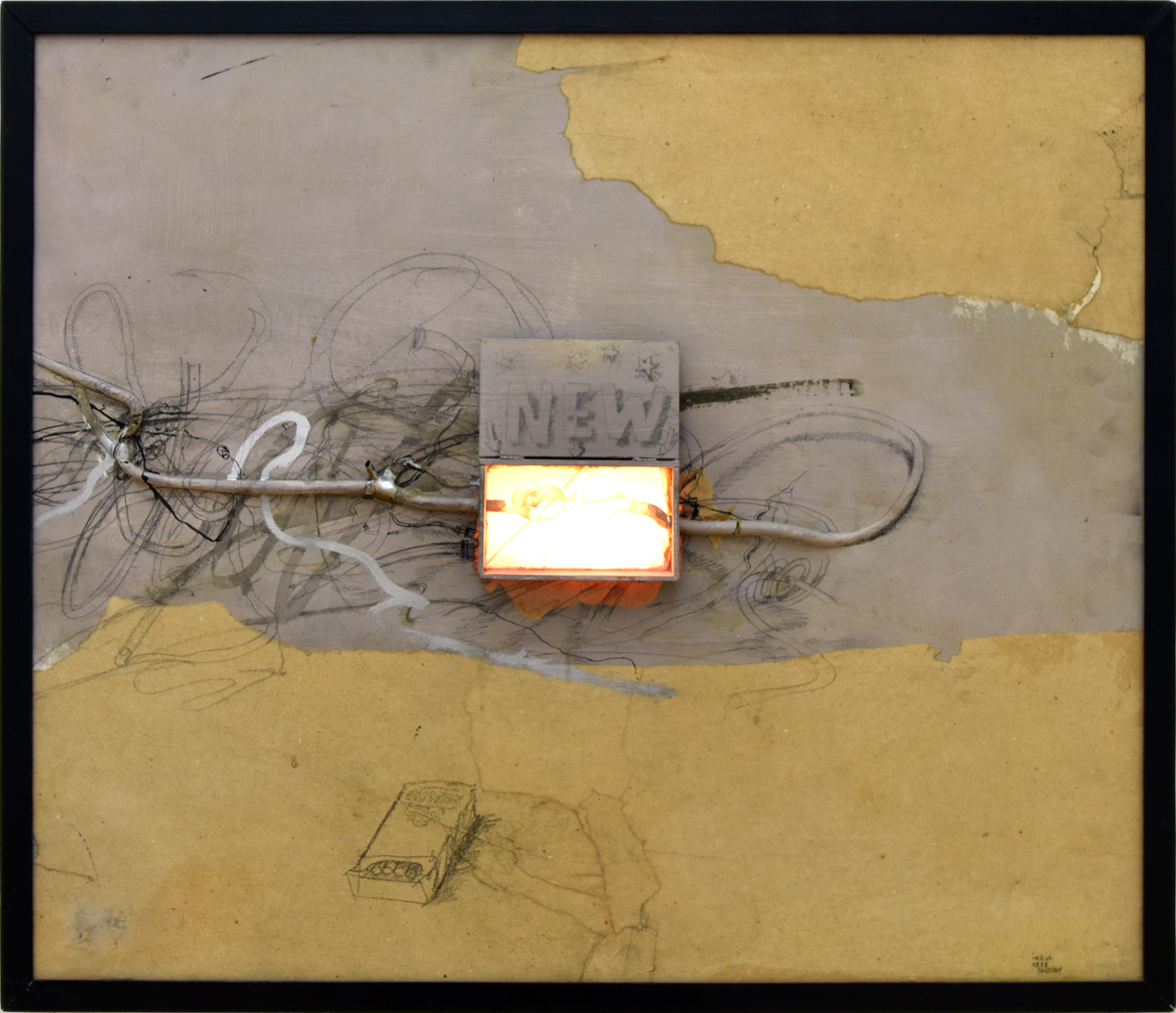
New (1978)
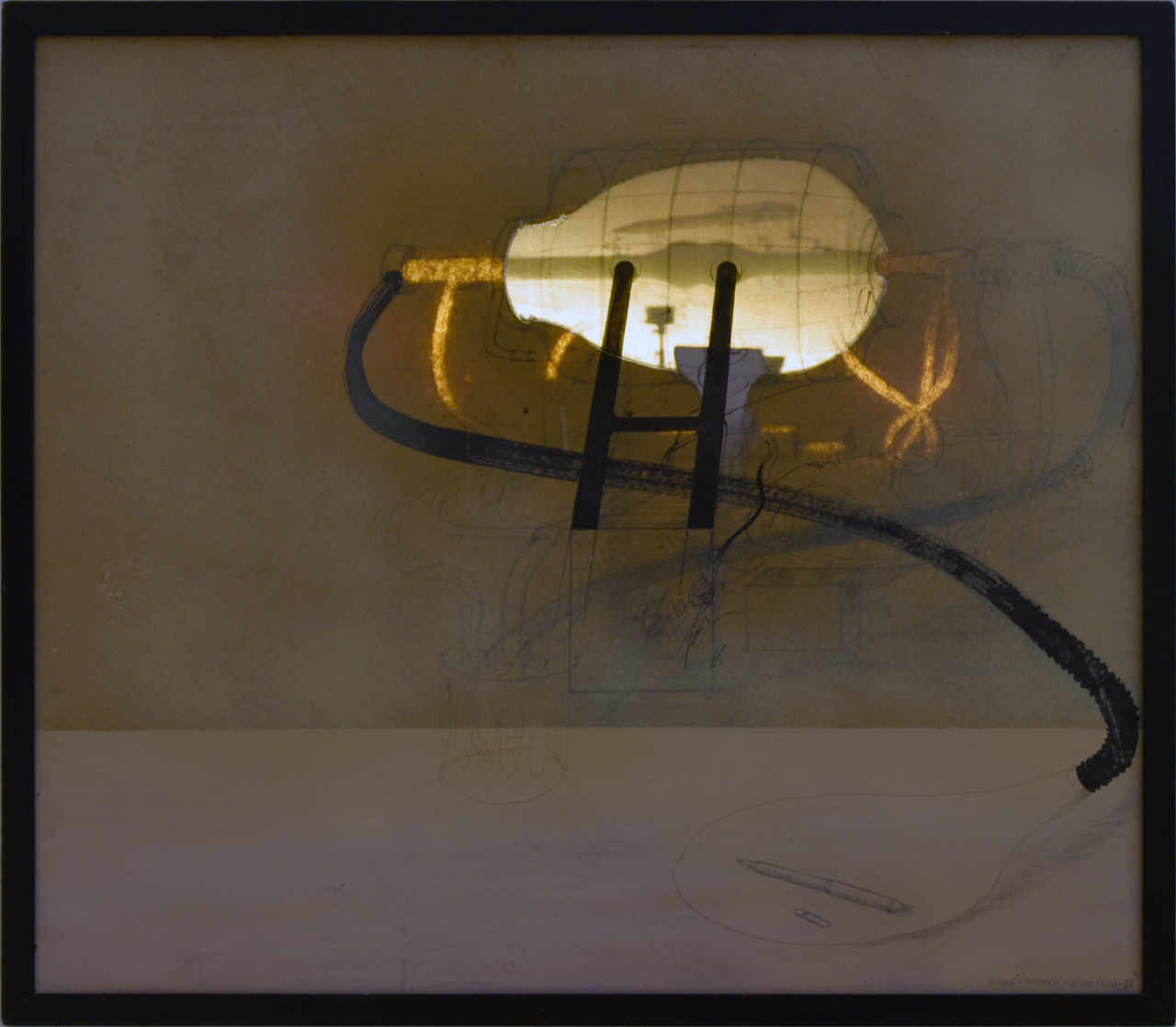
Testování plnicího pera – Etude (1979)

Námětem iluzivní malby z druhé poloviny 80. let jsou často zdi (Zeď, 1988–89) a zvětšené detaily částí lidského těla nebo citace děl starých mistrů (Rembrandt, Vermeer), posunuté významově až na hranici perzifláže (Krajkář, 1987). Symbióza skutečných předmětů, které užívá pro jejich formální kvality, s dokonalou plastickou iluzivní malbou nemá v dílech Bedřicha Dlouhého žádná pravidla a omezení a odkazuje k dědictví surrealismu (Divná věc, 1993, Symbióza zbytečností, 1997). Proces realizace je pro Dlouhého procesem důsledného „myšlení skrze hmotu“. Lze jej pochopit jako drama čisté formy, která se spojuje v určité kompoziční celky, z nichž se opět rozpadá v určité útržky, komponenty. Forma a obsah společně představují absolutní jednotu.

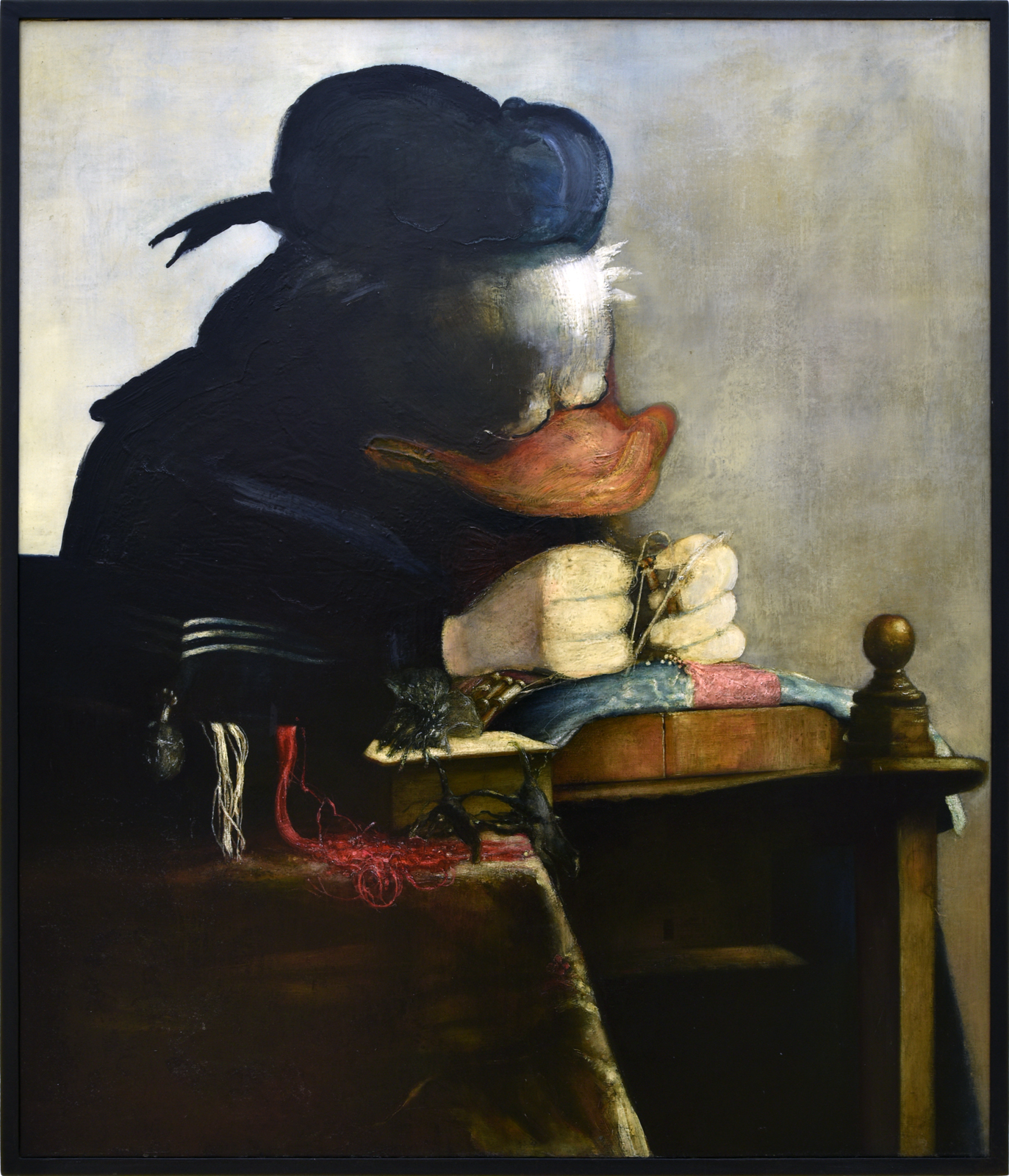
Krajkář (1986), Museum Kampa
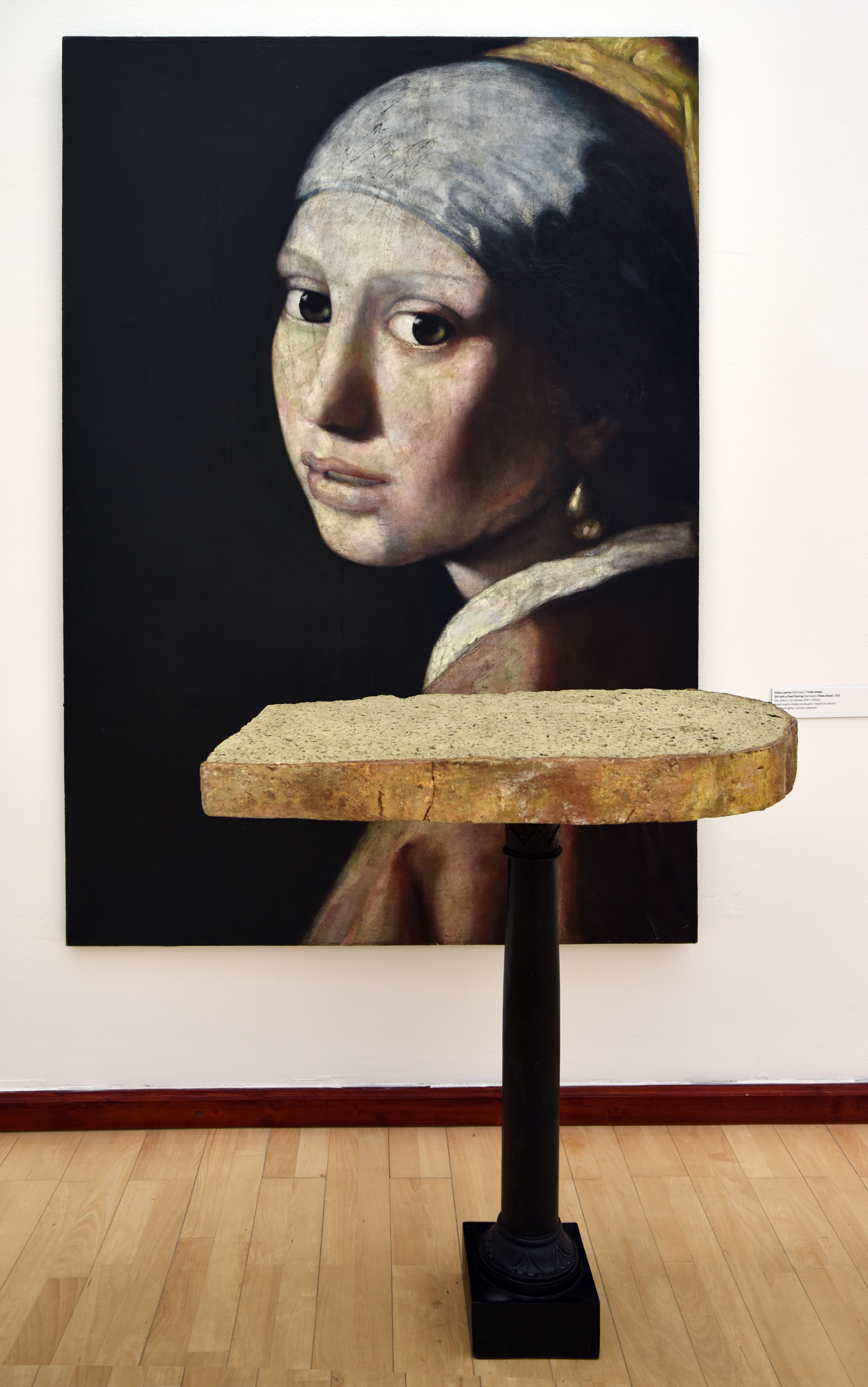
Dívka s perlou, Tvrdý chleba (1988)
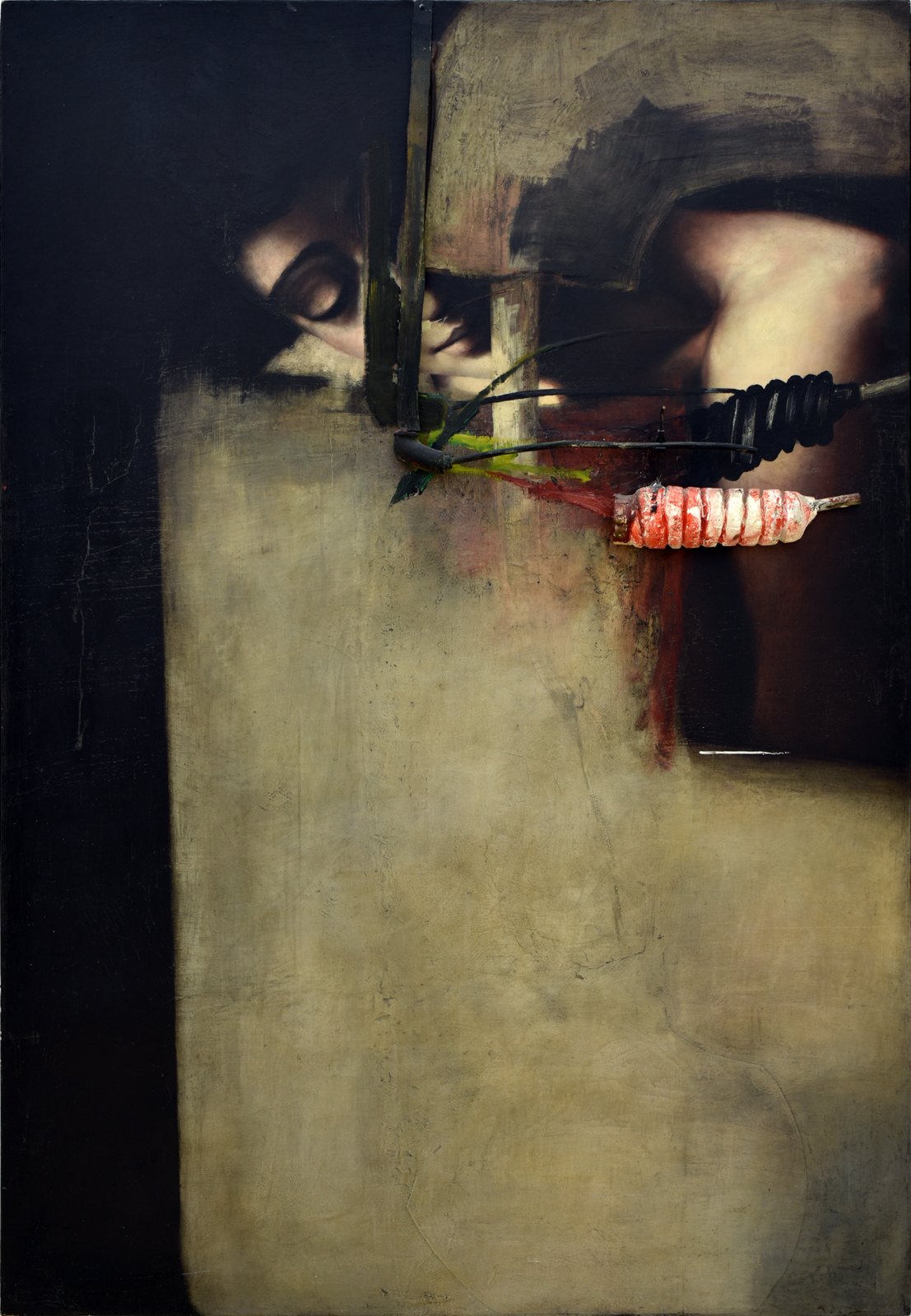
Testování baroka – Caravaggio (1988)
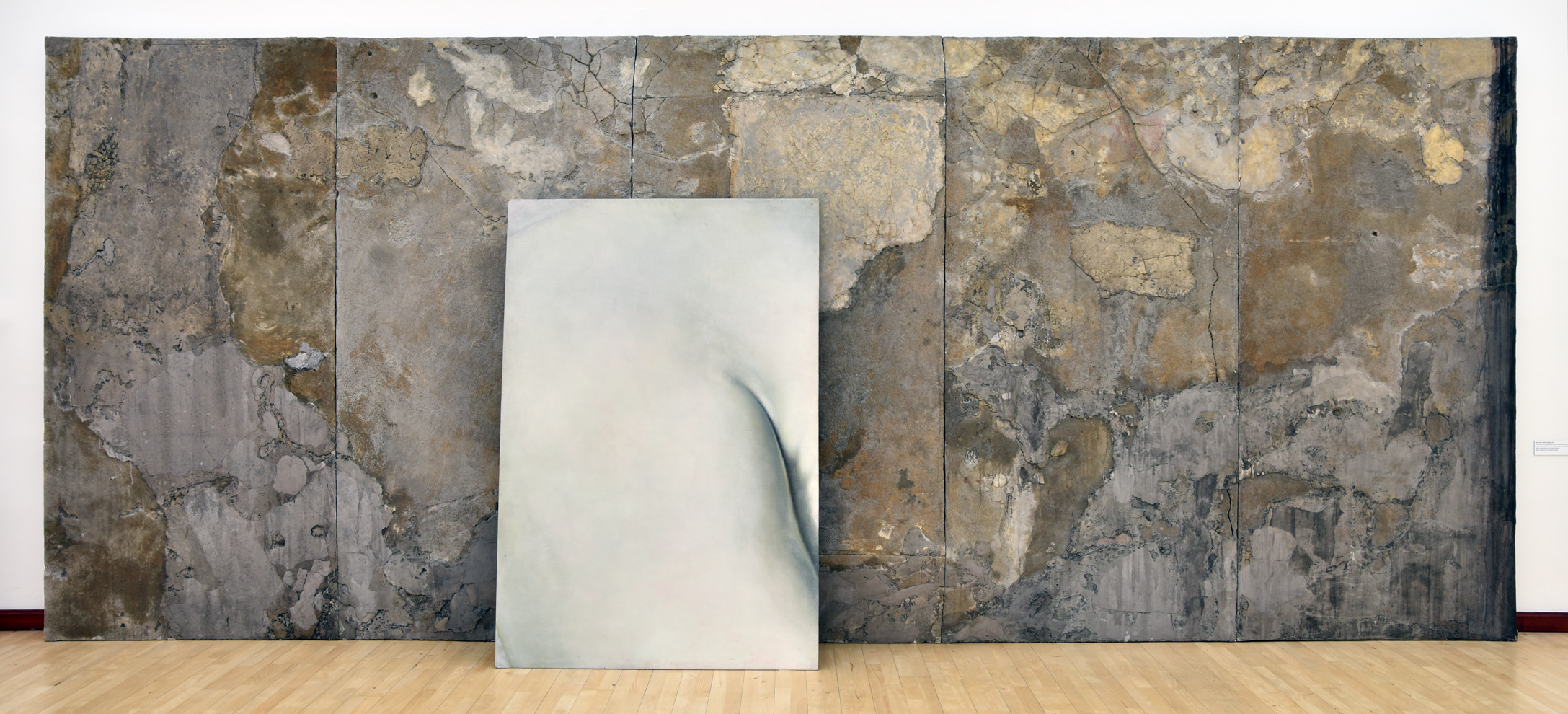
Zeď a tělo (1990), Galerie moderního umění, Hradec Králové
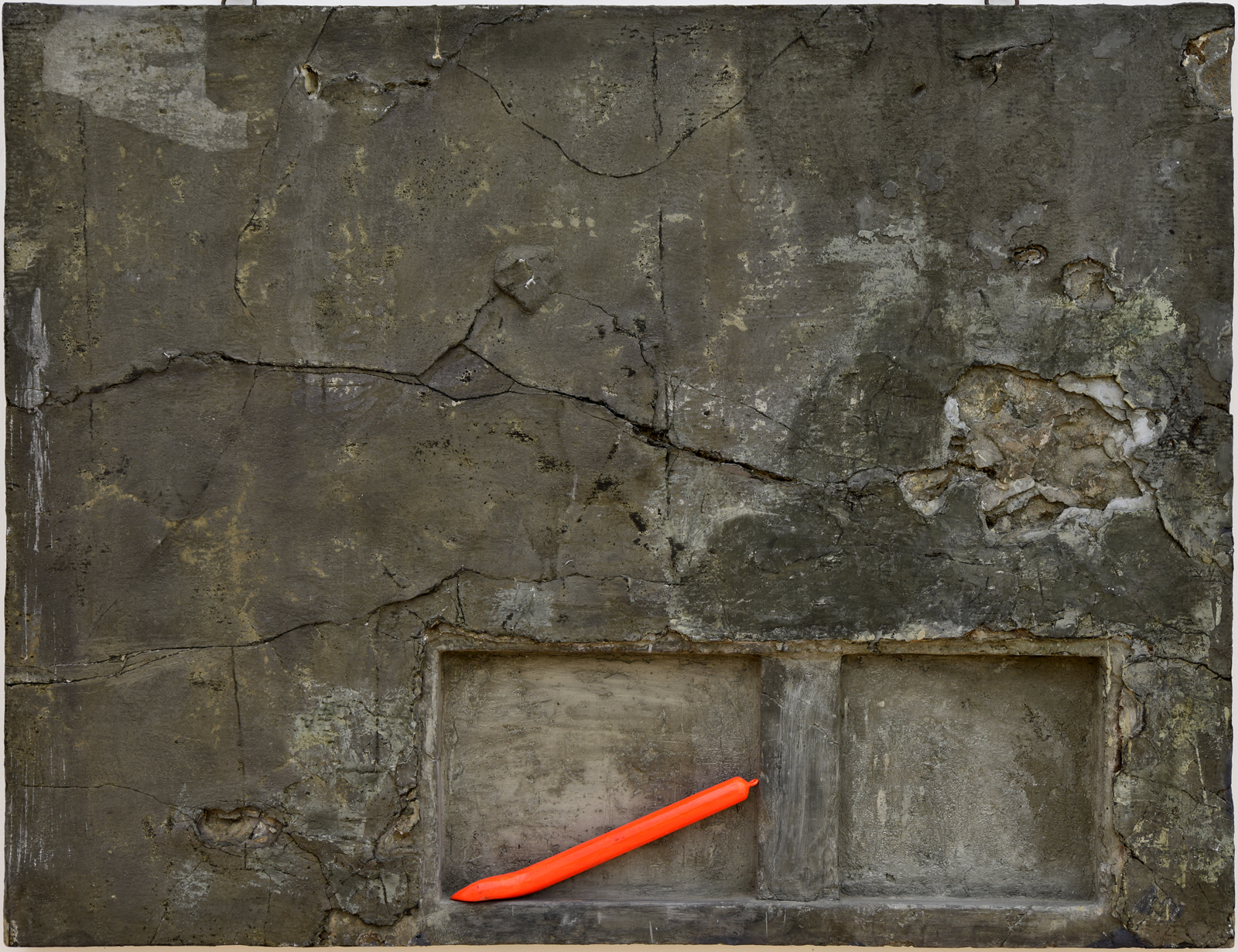
Divná věc – Zeď s rudým kárátkem (1991), COLLETT Prague-Munich

Koncem devadesátých let si umělcův suverénní malířský projev pohrává s iluzí reality v sérii Posuzování (Posuzování plastičnosti, Posuzování opravdovosti kresby, Posouzení živosti kresby, 1997) a Posuzovačů (Posuzovač normálnosti, 1997) Dlouhý také zcela převrátil význam uměleckého autoportrétu, který v jeho podání představuje spíše impozantní přehled bravurně zvládnutých výtvarných technik (Autoportrét II., 2002). Za autoportrét svého druhu lze považovat i pohled na desku vlastního pracovního stolu, který vypovídá o světě každodennosti jeho tvůrce. Dlouhého tvorba je ve svém celku silně autobiograficky zaměřená a tvoří kontinuálně vytvářený umělcův autoportrét.

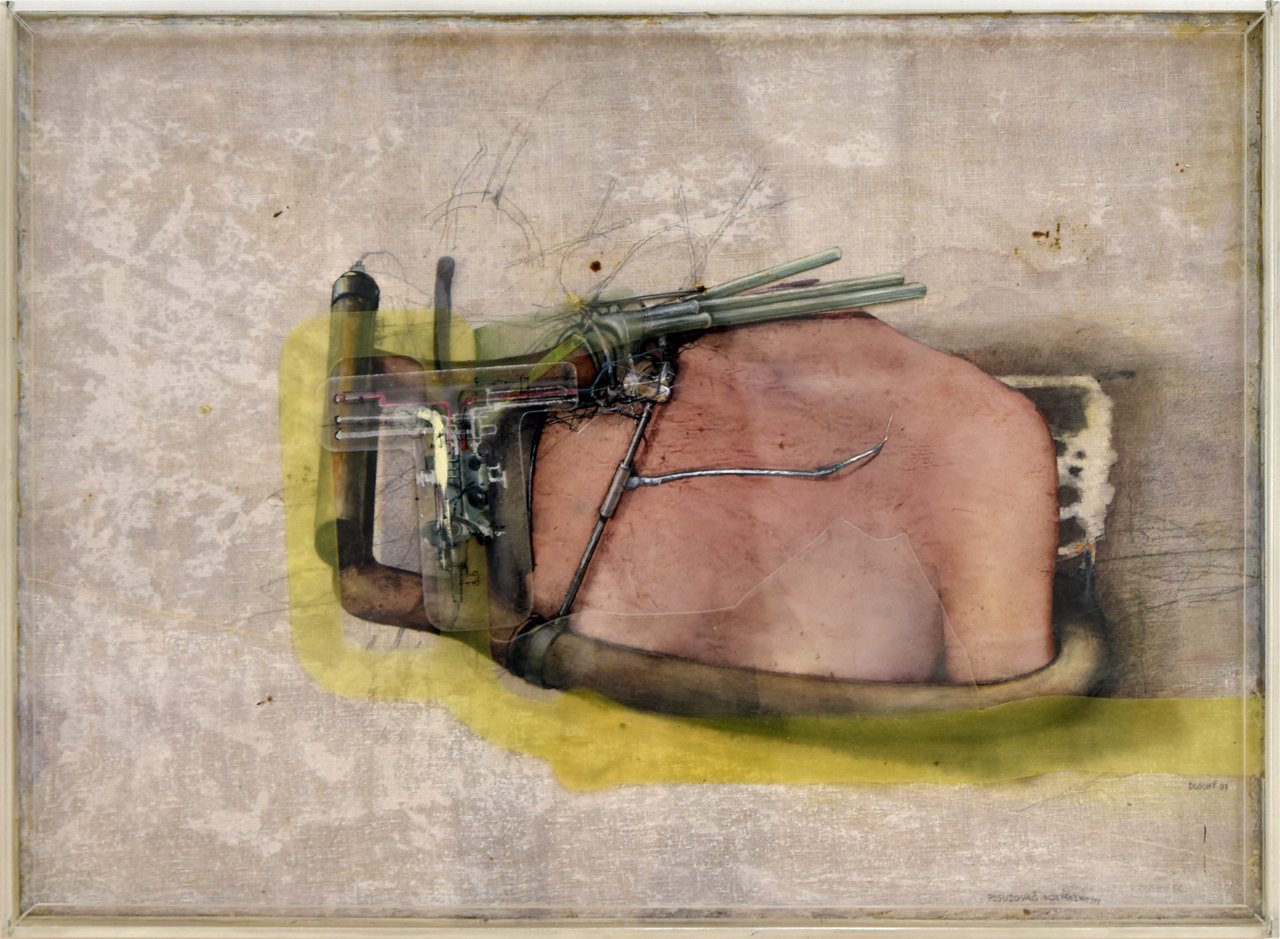
Posuzovač normálnosti (1997)
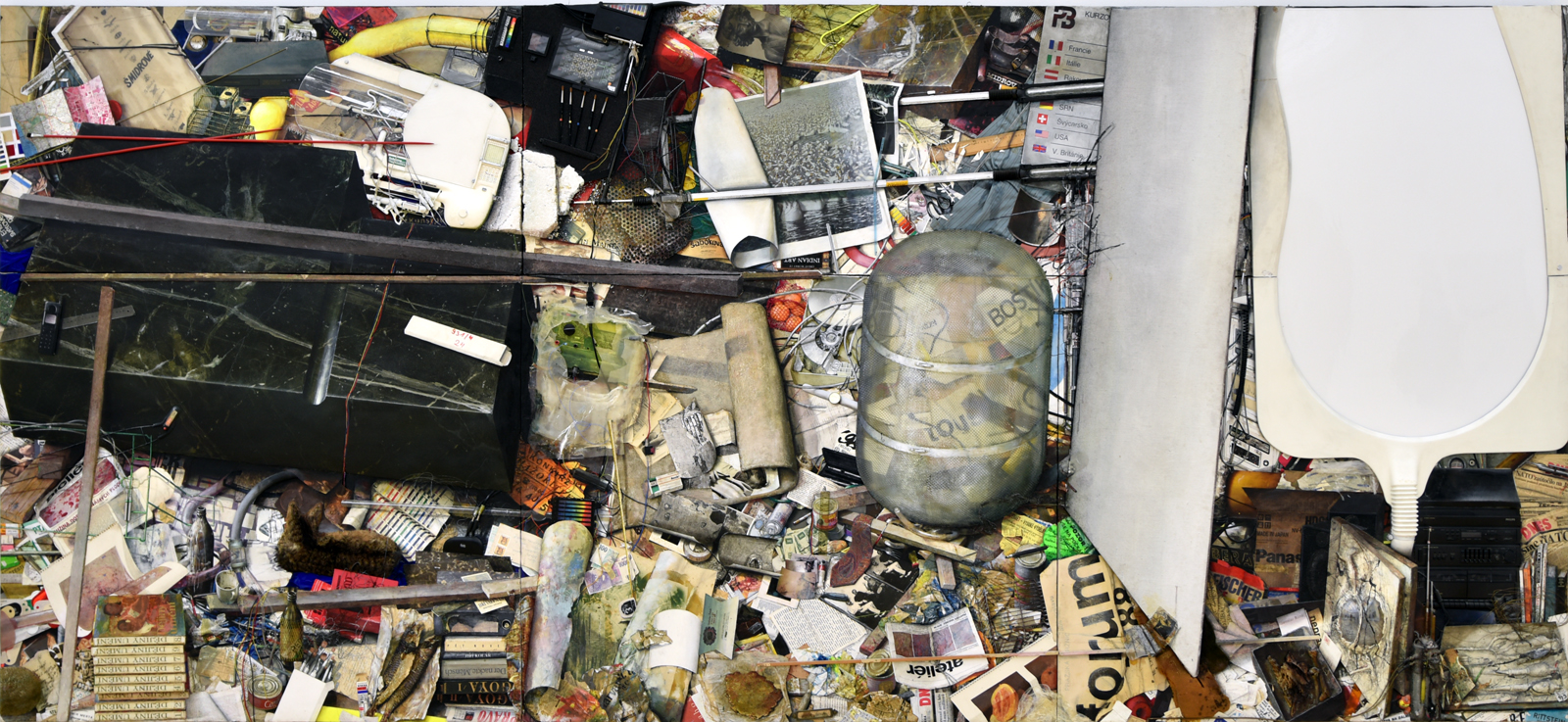
Bedřich Dlouhý, Autoportrét I (1993–1999)
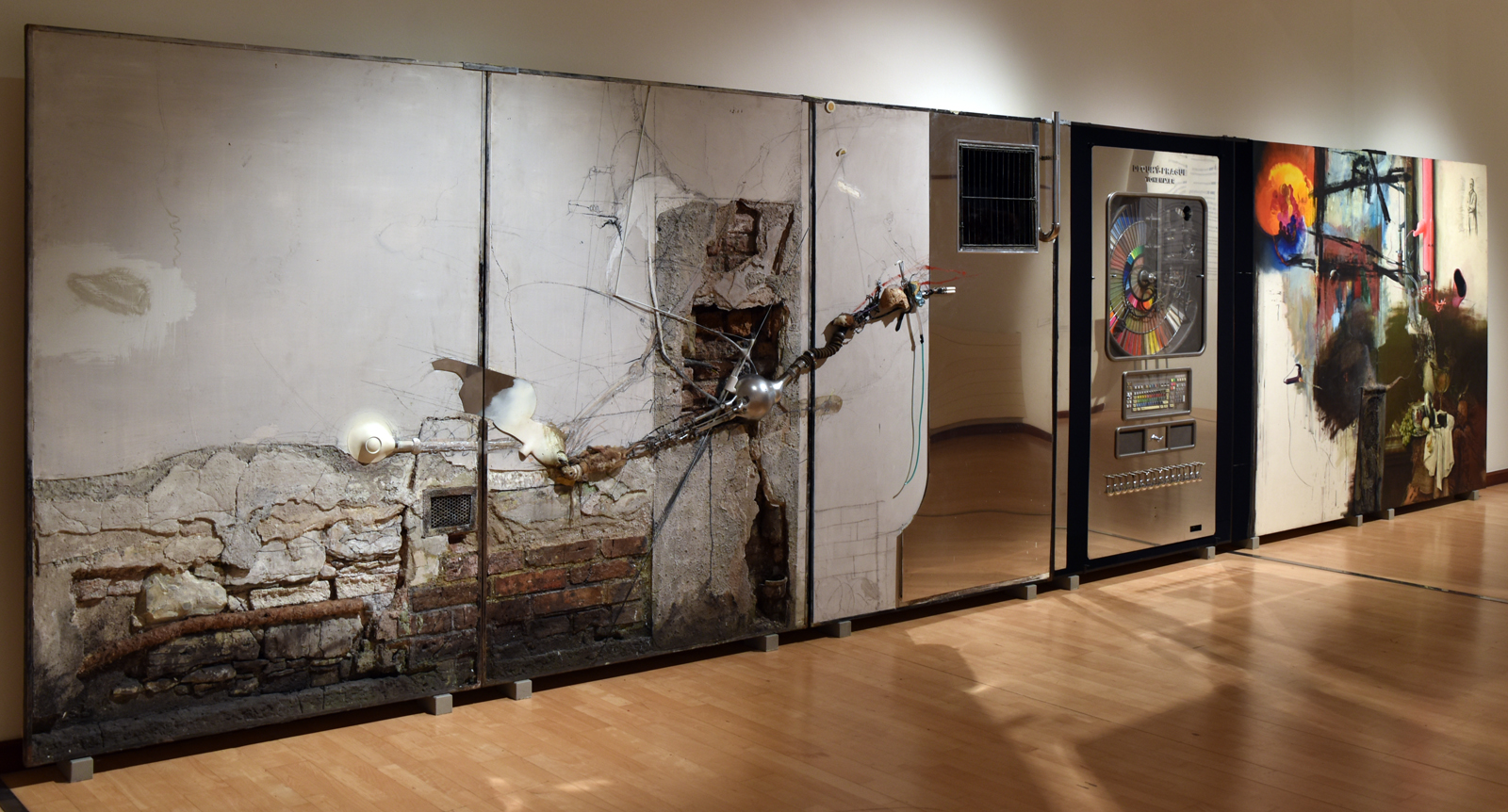
Bedřich Dlouhý, Autoportrét II (1999–2007)
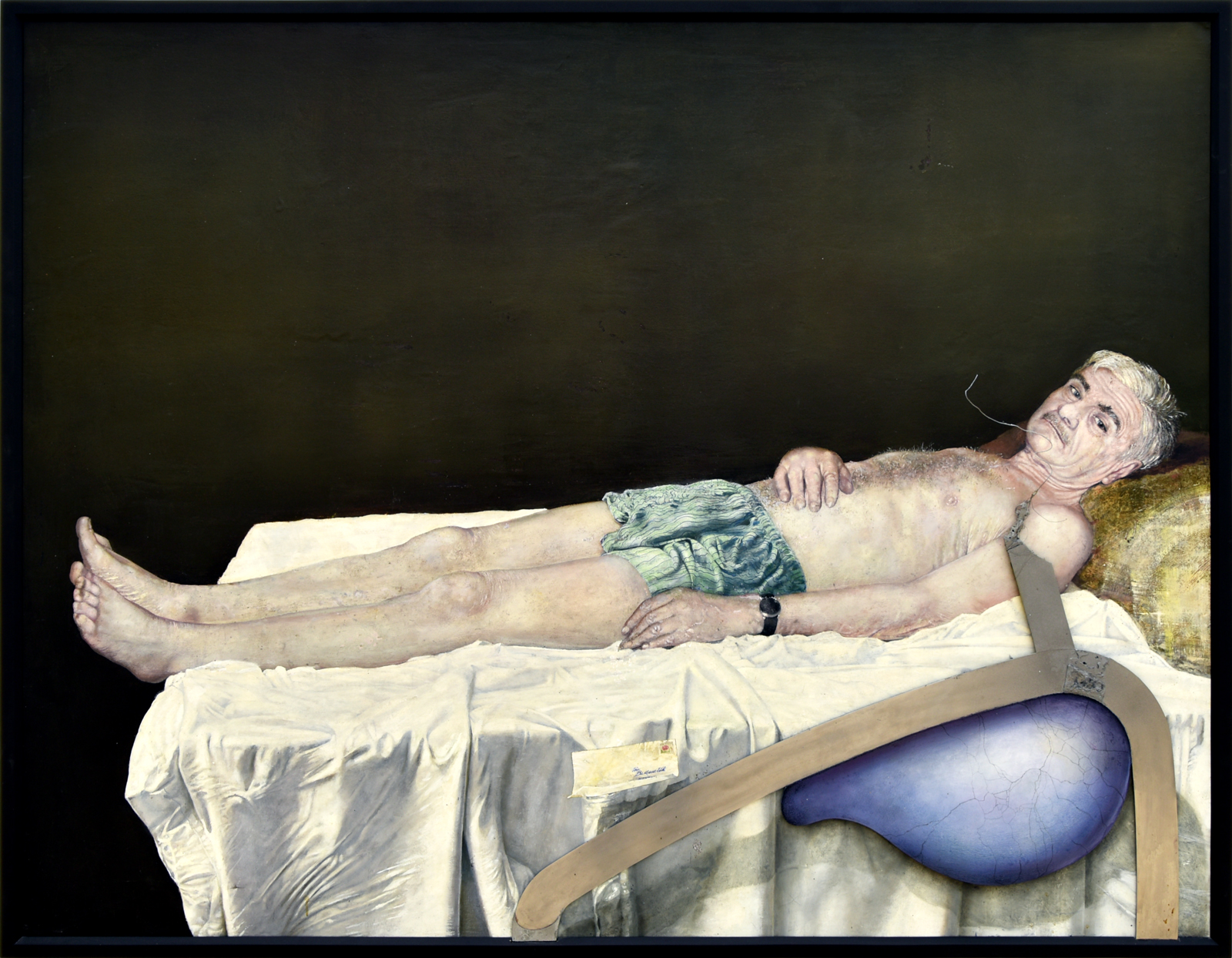
Bedřich Dlouhý, Autoportrét III (2008)
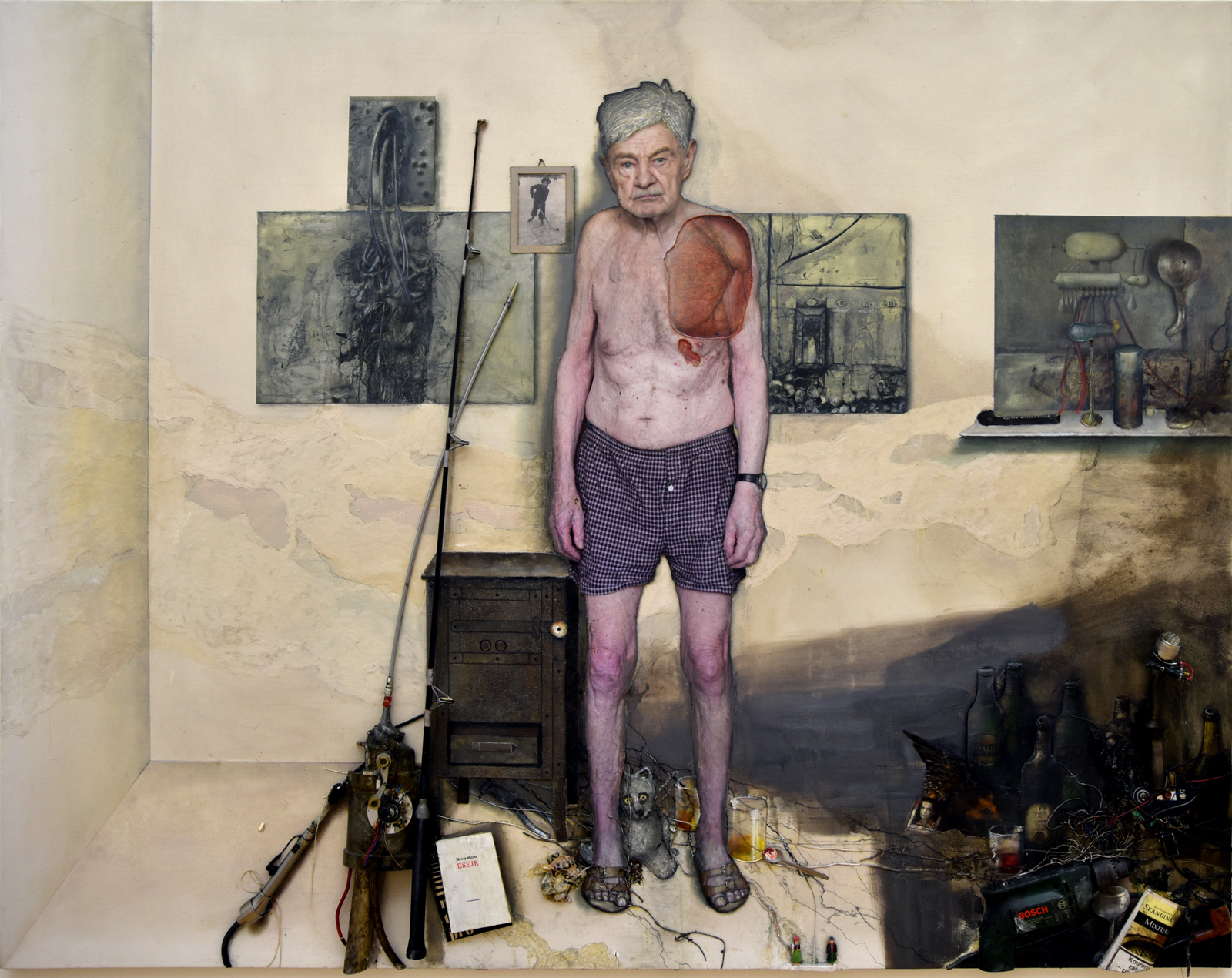
Akademický malíř B.D. vzpomíná (2019)

Po roce 2000 vytvořil Bedřich Dlouhý díla, která jsou v české moderní malbě ojedinělá. Patří k nim zejména monumentální zátiší Zkouška podkladu (2004), které svými rozměry (140 x 180 cm) i precizností provedení nijak nezaostává za klasickými vlámskými zátišími 17. století. V následujících obrazech vyniká zejména rafinovaná hra se světlem a zobrazením prostorové hloubky (Věc II., 2007, série Inverze, 2007) nebo složité povrchové struktury vytvořené čistě malířskými prostředky a vyvolávající dokonalou iluzi třírozměrného sochařského díla (Mytologie, 2009).

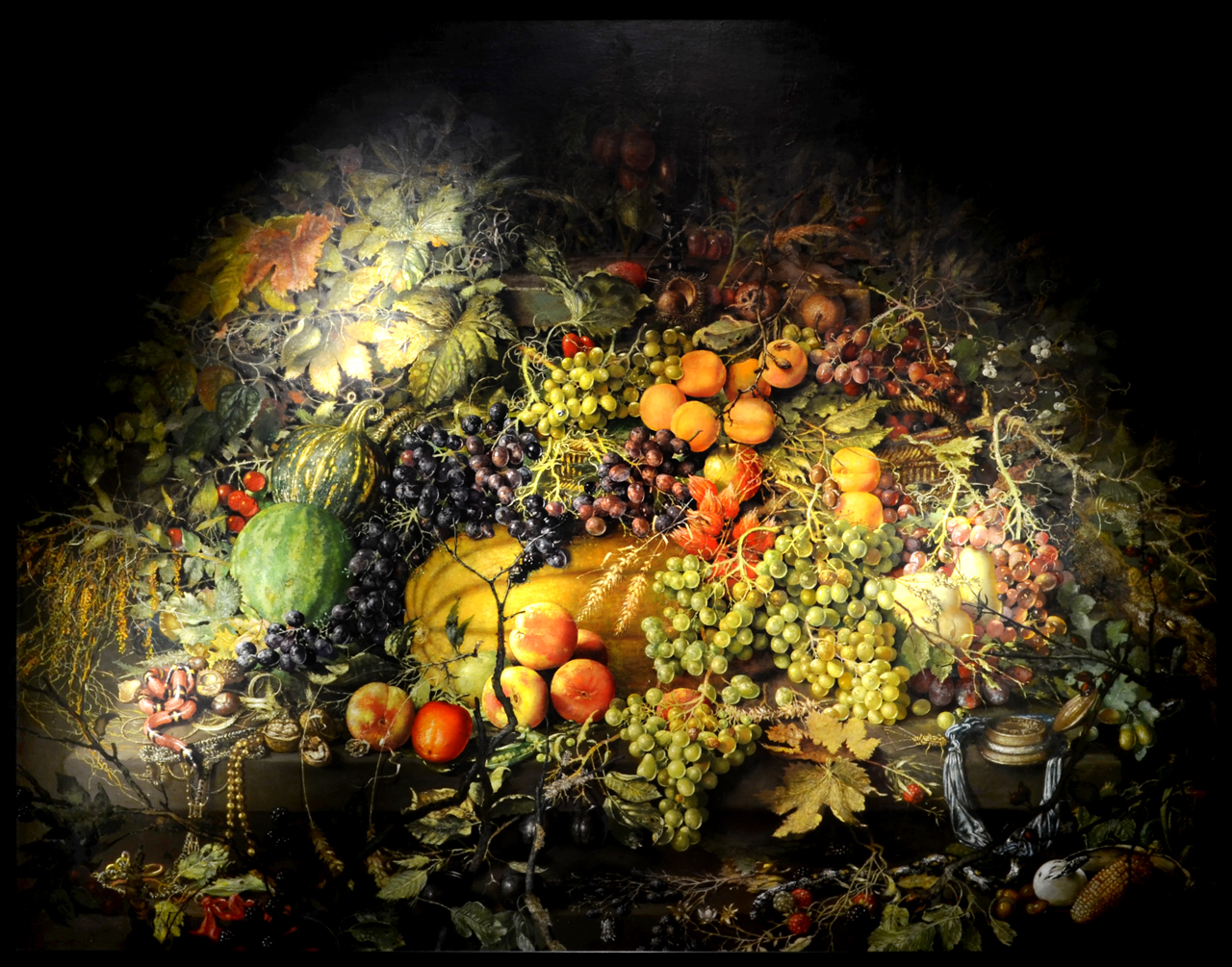
Zkouška podkladu (2003–2004), Museum Montanelli
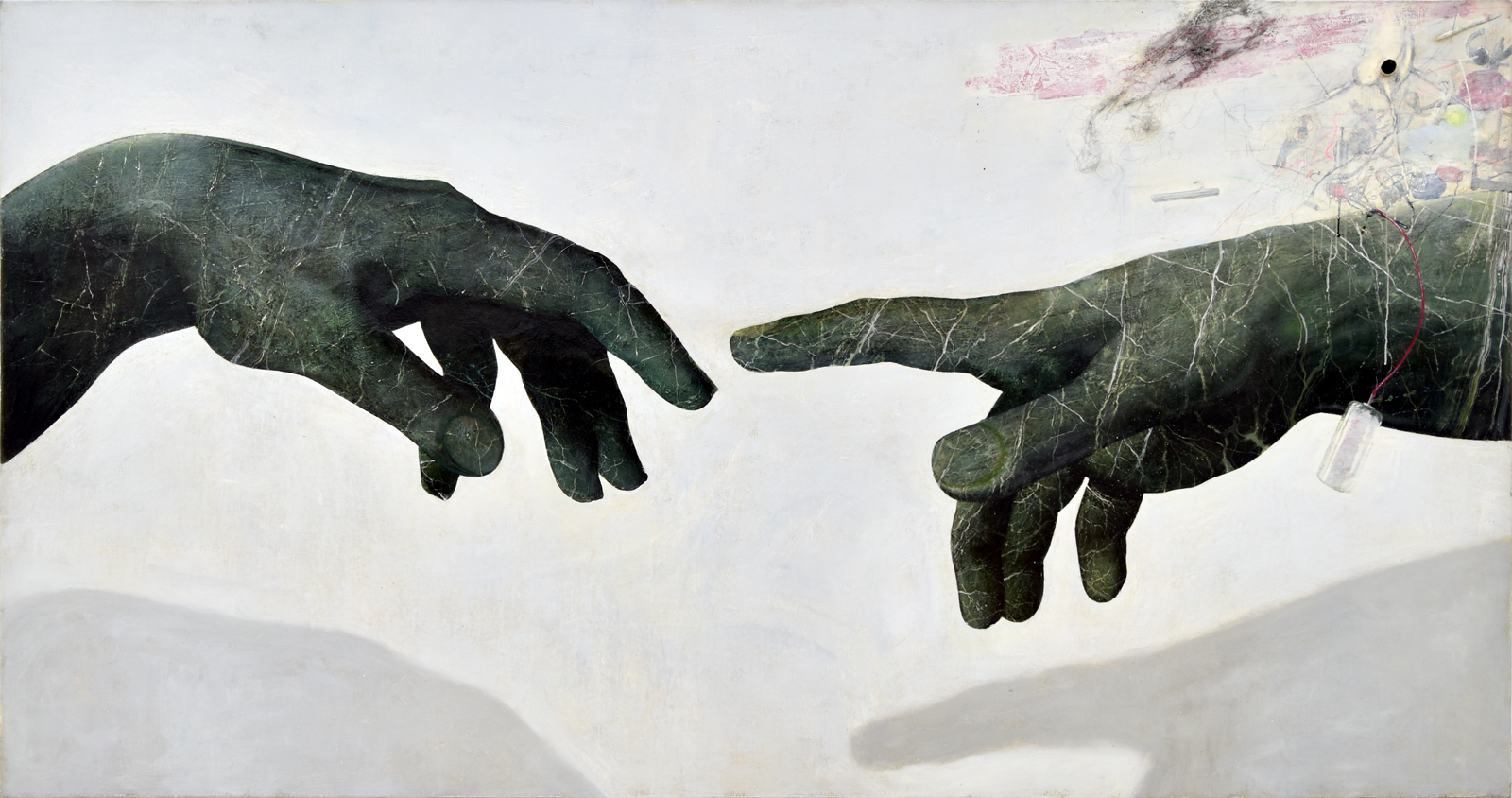
Revival (2007)
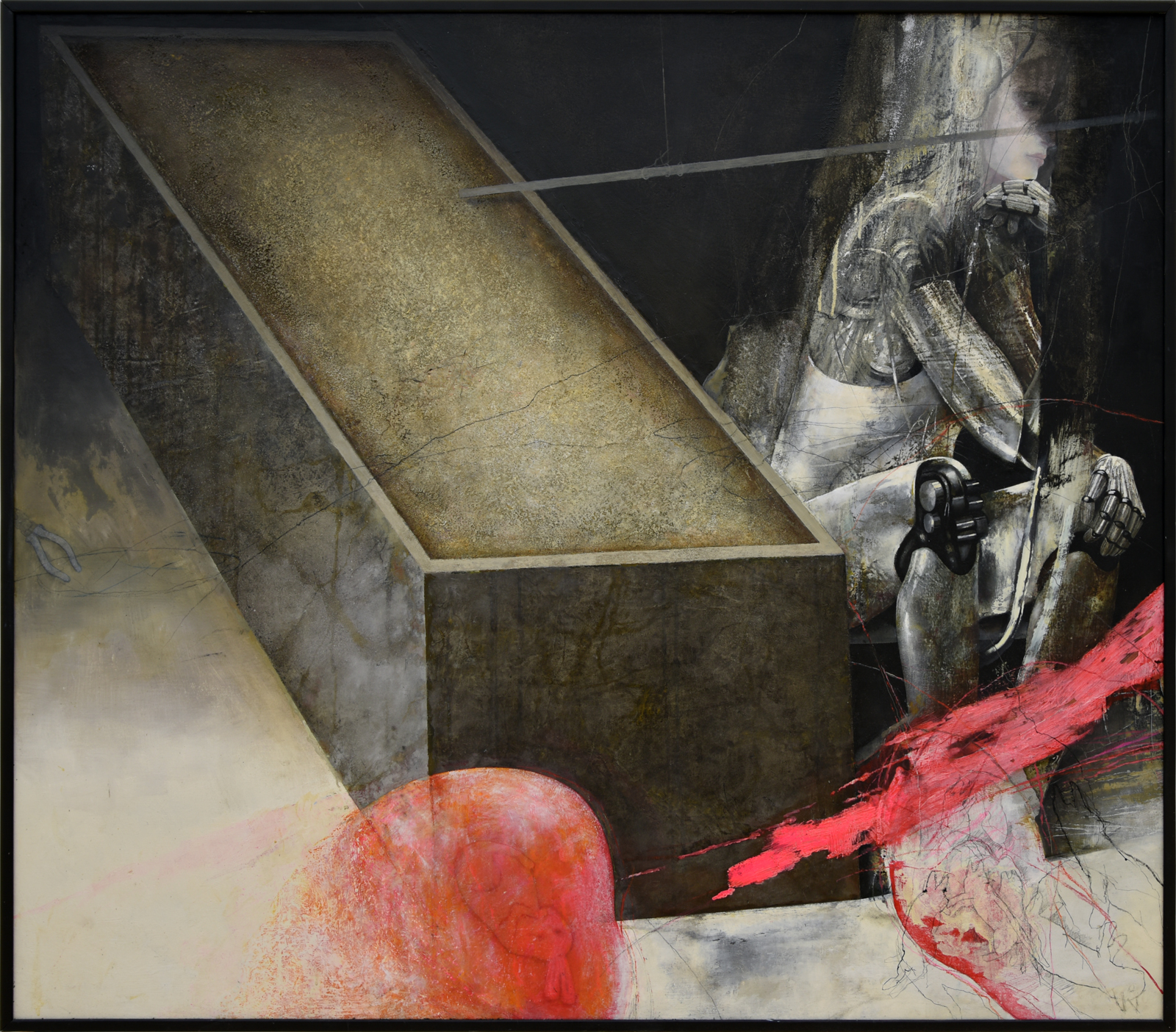
Robotická žena (2008)
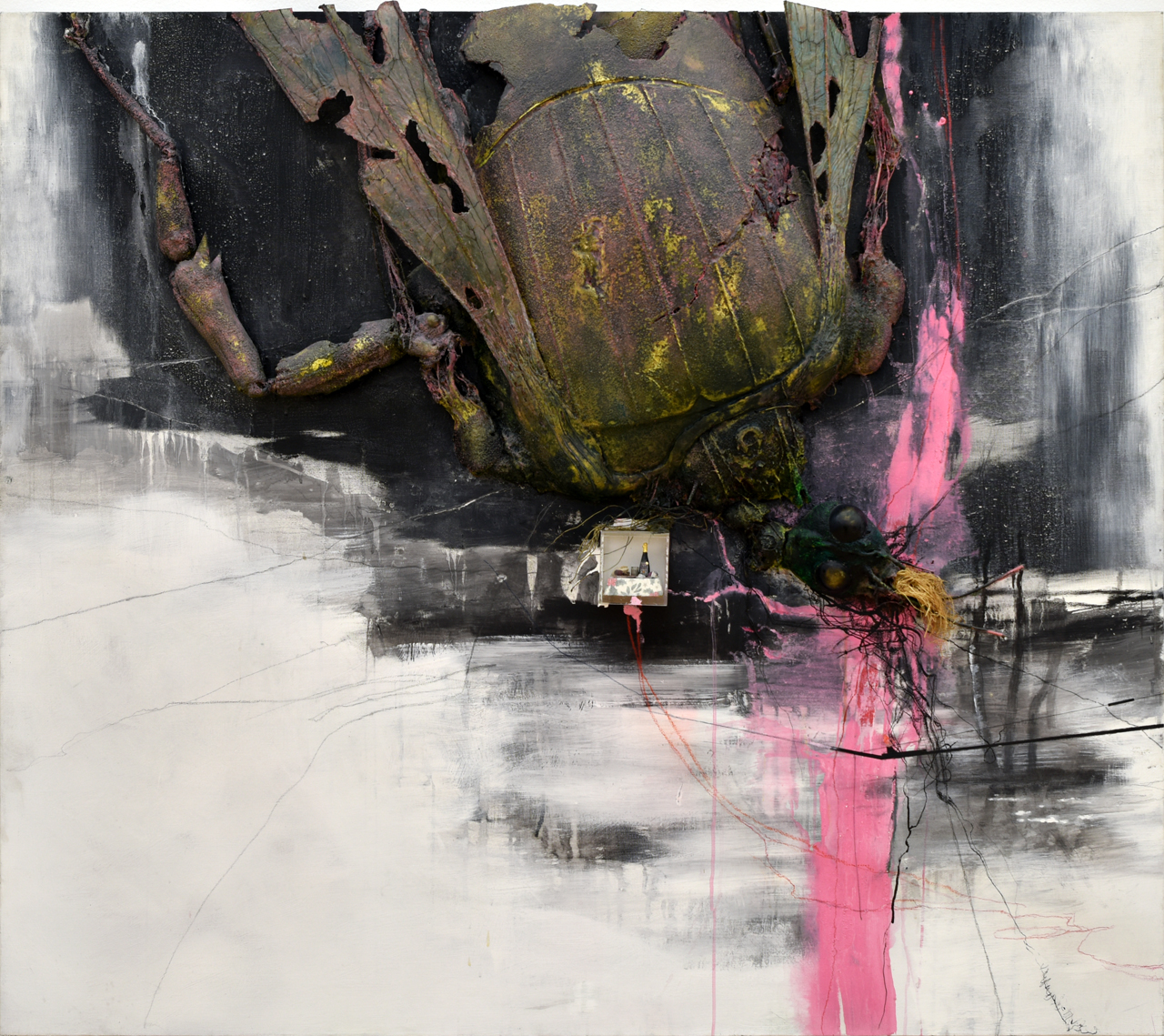
Poslední večeře (2011)
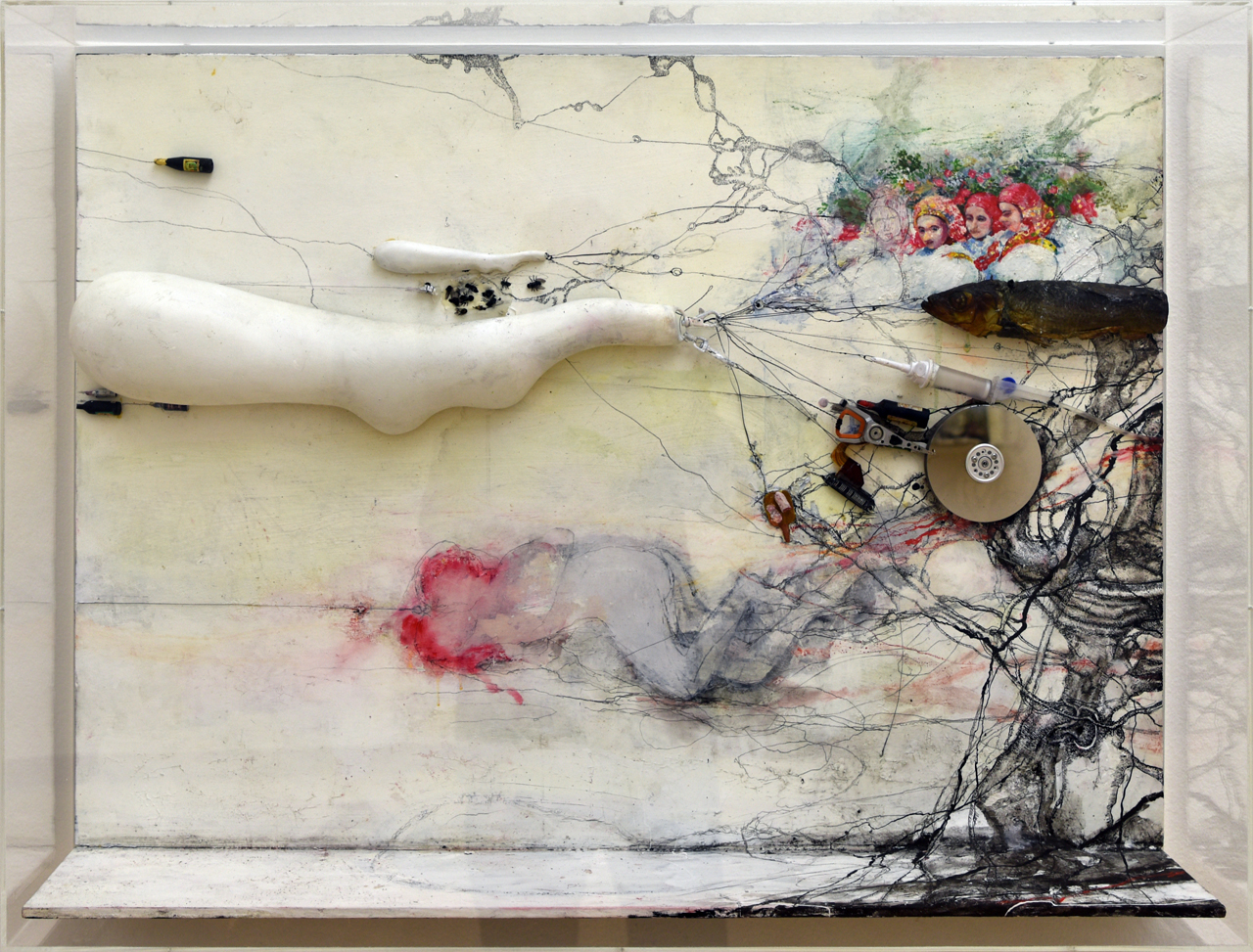
Volání (2014)

### Objekty

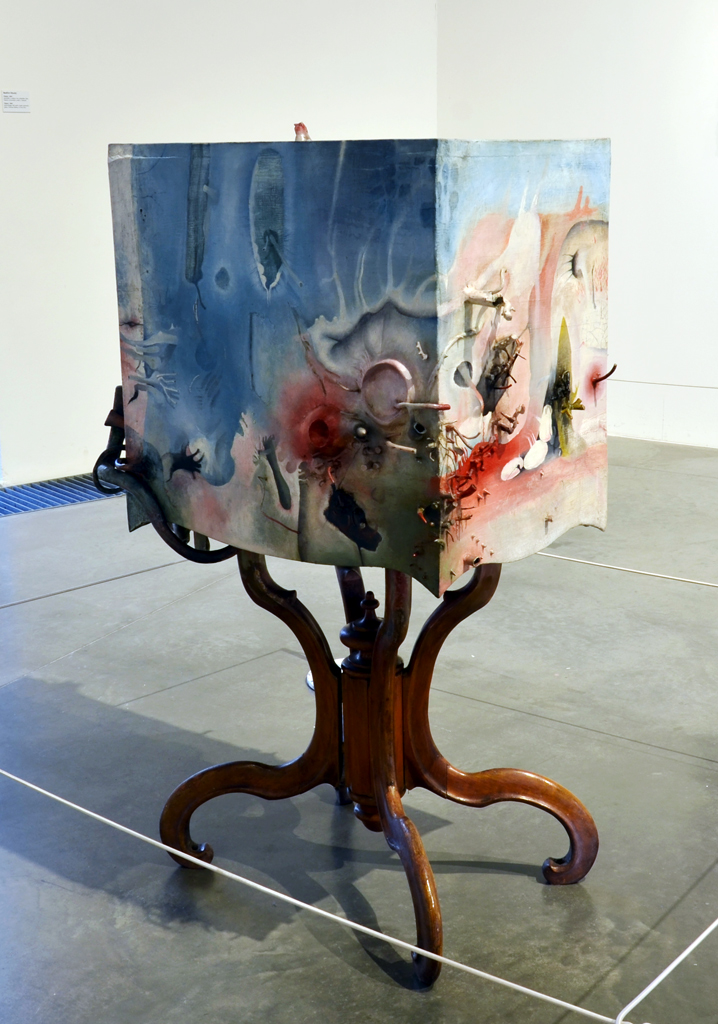
Objekt (1963), Galerie výtvarného umění v Ostravě
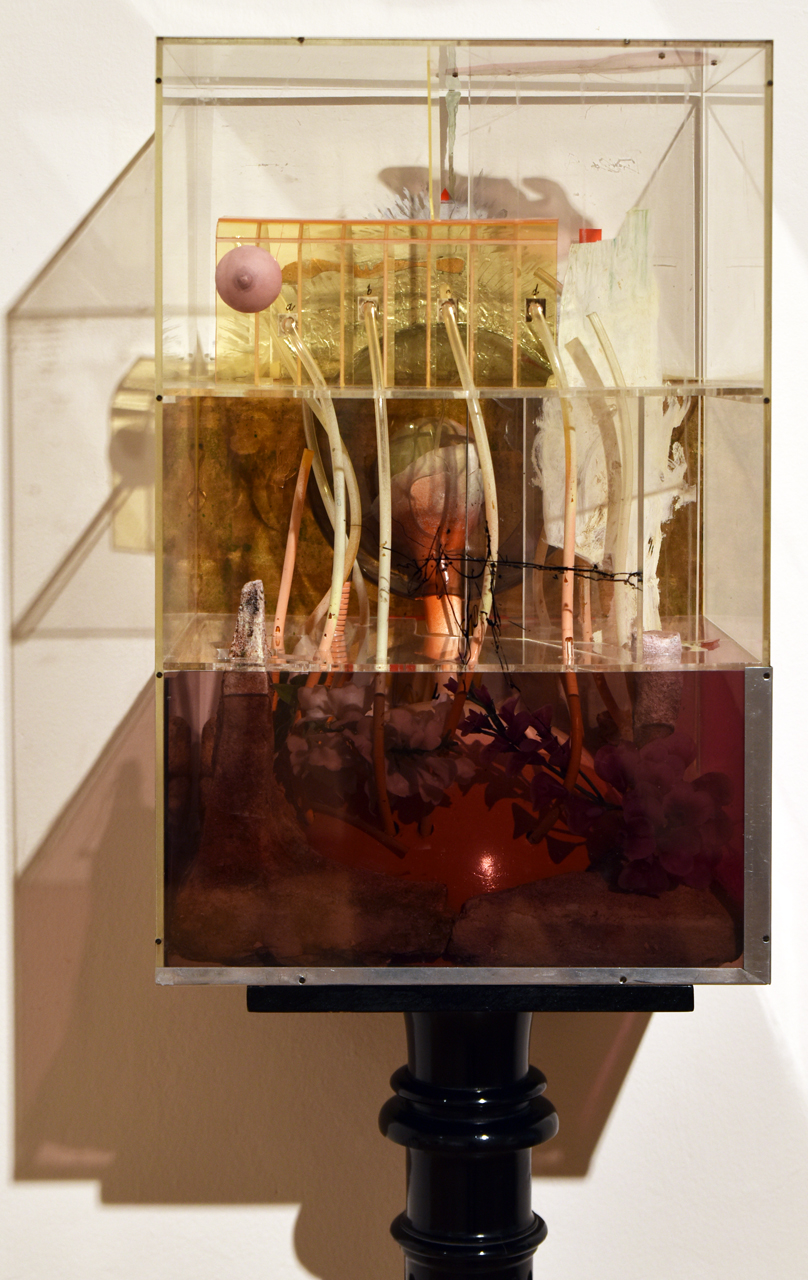
Návrh na pomník Rembrandtovi (1969)
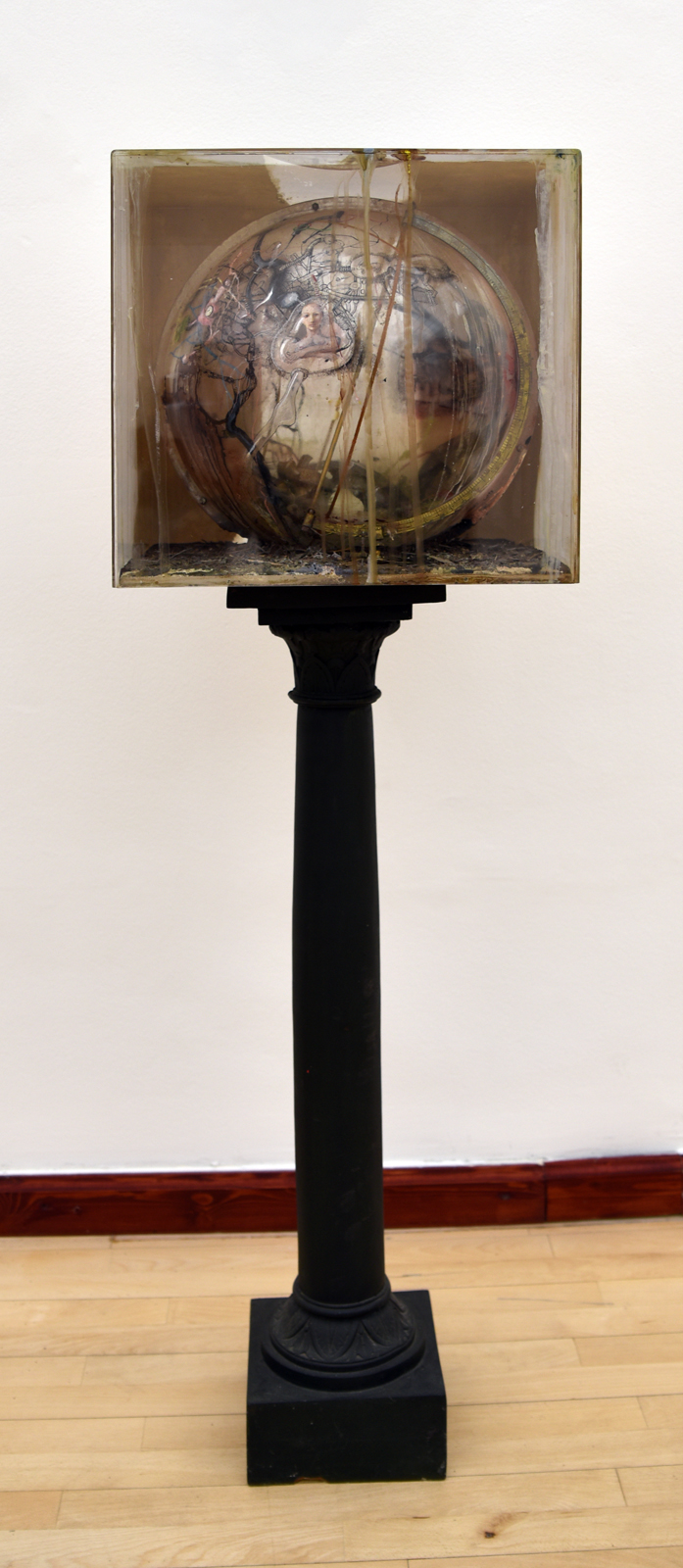
Podzim (1973)
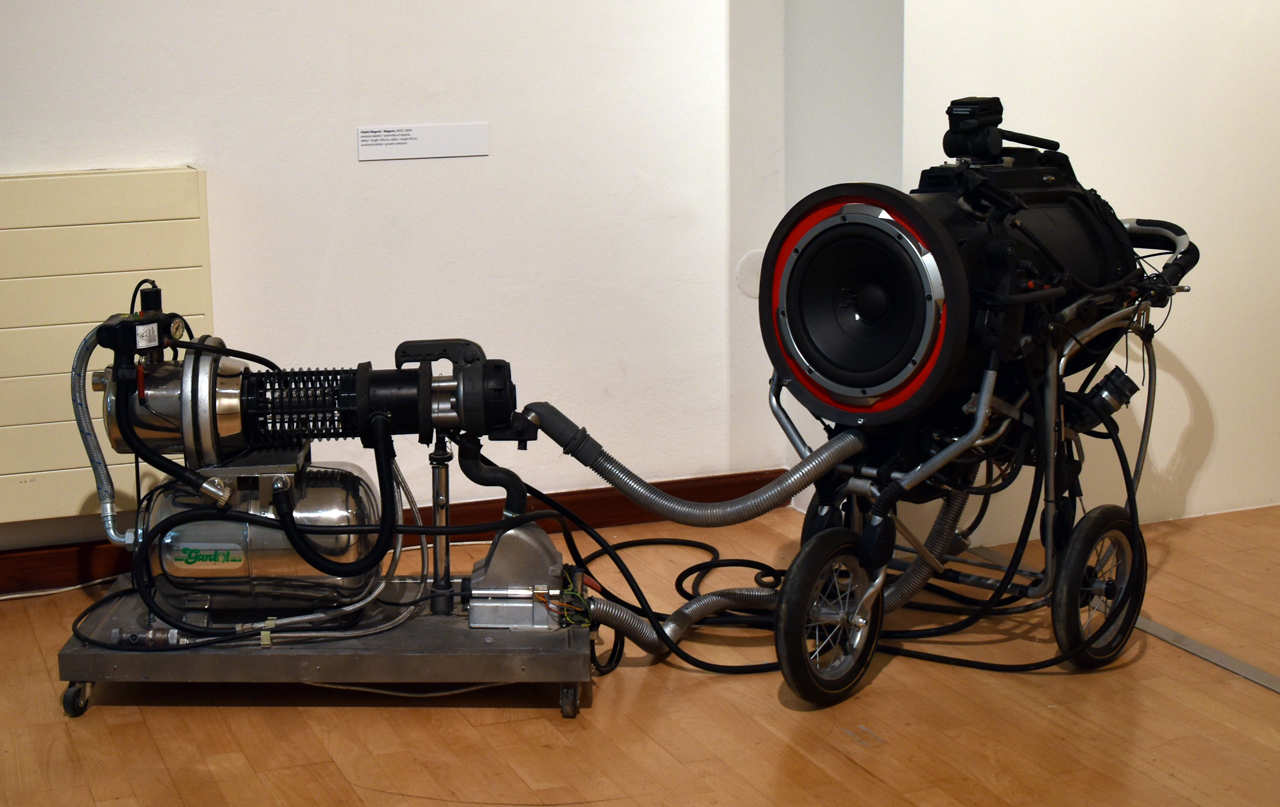
Objekt Magorie (2003–2004)
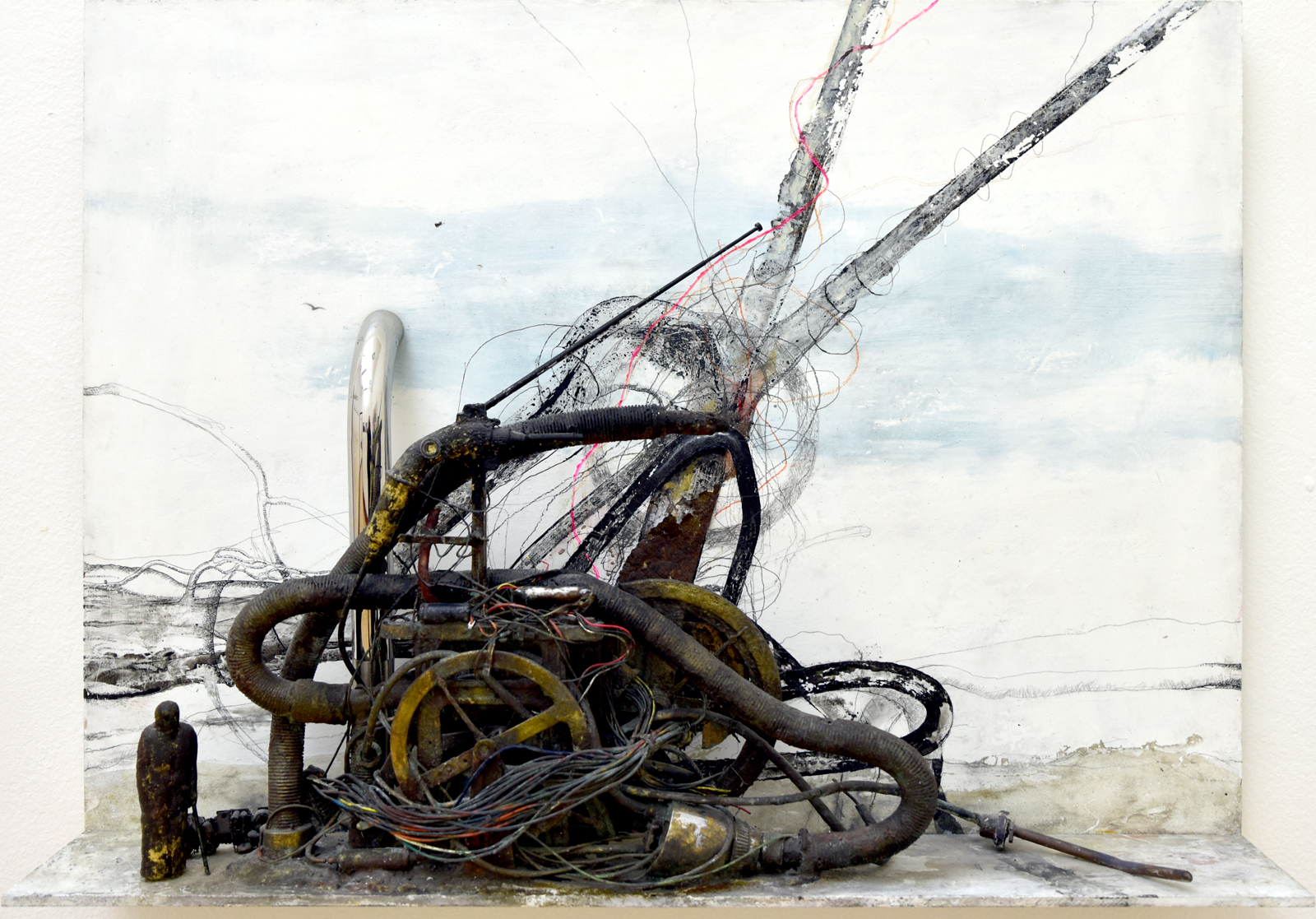
Hlídač (2014)

### Grafika a filmové plakáty
Bedřich Dlouhý zejména koncem 50. let tiskl malé náklady grafických listů vytvořených technikou suché jehly (Poprava, z cyklu Válka, 1958, suchá jehla). Ke grafice se periodicky vracel také později, např. grafickým listem pro Klub přátel Nové skupiny (Doma, 2001).
V 60. letech se Bedřich Dlouhý věnoval také návrhům filmových plakátů, které poskytovaly relativně velkou tvůrčí svobodu i finanční ohodnocení. Do roku 1971 vytvořil celkem 23 návrhů. Je považován za jednoho z předních světových autorů v tomto oboru (Felliniho film 8 1/2, Resnaisova Hirošima, má láska, Kurosawův Rašomon, Růžový panther, Antonioniho Červená pustina, ad.) Roku 2010 byl celý soubor vystaven ve foyer kina Světozor v Praze.

### Zhodnocení díla
Alena Potůčková zobecnila v katalogu Bedřicha Dlouhého (2002) pohled na umělce a jeho dílo: Zralý umělec se vymaňuje ze společenství svých vrstevníků, chce být jenom sám sebou. Je osamělý a plný skepse, klade si otázky po smyslu svého konání. Ověřuje své schopnosti, podstupuje sám pro sebe těžké zkoušky, vlastnímu umu staví do cesty překážky. Usiluje o velké výpovědi. Nezáleží mu na módách, proudech, tendencích. Chce stvořit krásu přes bolest. Chce aby se jeho obraz stal součástí té velké tradice před ním. na ničem jiném mu v zásadě nezáleží.

### Zastoupení ve sbírkách
- Centre Georges Pompidou, Paříž
- Musée d'Art Moderne de la Ville de Paris
- Museum für Gestaltung, Zürich
- Národní galerie v Praze
- Moravská galerie v Brně
- Galerie hlavního města Prahy
- Uměleckoprůmyslové muzeum v Praze
- Alšova jihočeská galerie v Hluboké nad Vltavou
- GASK (České muzeum výtvarných umění v Praze)
- Galerie umění Karlovy Vary
- Galerie Benedikta Rejta v Lounech
- Severočeská galerie výtvarného umění v Litoměřicích
- Galerie moderního umění v Roudnici nad Labem
- Galerie výtvarného umění v Chebu
- Oblastní galerie v Liberci
- Galerie moderního umění v Hradci Králové
- Východočeská galerie v Pardubicích
- Galerie výtvarného umění v Ostravě
- Muzeum umění Olomouc
- Oblastní galerie Vysočiny v Jihlavě
- Galerie výtvarného umění v Hodoníně
- Krajská galerie výtvarného umění ve Zlíně
- Museum Kampa – Nadace Jana a Medy Mládkových, Praha
- Gallery A. Schwarz, Milano
- Sonnenring Galerie, Münster
- P. O. S. servis s.r.o.
- soukromé sbírky doma a v zahraničí

### Realizace
- 4 exteriérové malby, Obchodní středisko Koněvova (1987)

### Autorské výstavy (výběr)
- 1962 výstava ve vlastním ateliéru Roháčova 27
- 1979 Bechyňská brána, Tábor (Muzeum husitského revolučního hnutí), s Hugo Demartinim
- 1983 Práce z posledních let, Galerie Vincence Kramáře, Praha
- 1985 Práce z roku 1984 – obrazy, kresby, ÚMCH ČSAV Praha
- 1993 Práce z posledních let, Galerie Václava Špály, Praha
- 1998 Lehké nachlazení, Krajkář, Vermeer (3 obrazy z 80. let, galerie na Jánském vršku, Praha
- 1998 Neaktuální umění 1993–1998, galerie Vltavín, Praha
- 1999 Bedřich Dlouhý: Autoportrét, Galerie Nová síň, Praha
- 1999/2000/ Bedřich Dlouhý: Autoportrét atd..., Galerie U Bílého jednorožce, Klatovy
- 2002 Bedřich Dlouhý: Autoportrét II., Galerie Nová síň, Praha
- 2002 Bedřich Dlouhý: Hrst veselých vzpomínek, Galerie Maldoror, Praha
- 2003 Bedřich Dlouhý: Svítící kresby / Luminous drawings, Galerie Gambit, Praha
- 2004 Bedřich Dlouhý: Autoportrét III., Galerie Nová síň, Praha, GMU v Hradci Králové
- 2004/2005 Bedřich Dlouhý: Práce z roku 2004/ Works of 2004, Galerie Gambit, Praha
- 2005 Bedřich Dlouhý, Výstavní síň Sokolská 26, Ostrava
- 2006 Bedřich Dlouhý: Fragmenty z díla, Galerie kai de kai, Praha
- 2007 Bedřich Dlouhý: Autoportrét IV., Galerie Montanelli, s.r.o., Praha
- 2010 Bedřich Dlouhý: Autoportrét V. (King of Art 1.), Museum Montanelli, Praha
- 2013 Mozaika – dílo měsíce. Bedřich Dlouhý, Galerie moderního umění v Hradci Králové
- 2015 Návrat krále, Museum Montanelli, Praha

### Společné výstavy
Roku 1954 byl jedním z iniciátorů výstavy Malmuzherciáda. Od roku 1959 byl pravidelným účastníkem všech významných přehlídek moderního českého umění doma i v zahraničí. Podrobněji viz abART: Dlouhý Bedřich/ Společné výstavy